# ネタパレ
『ネタパレ』は、フジテレビ系列で放送されている日本のバラエティ番組である。

## 概要
2016年4月23日から2017年3月25日まで土曜19:00 - 19:57枠で放送されていた『超ハマる!爆笑キャラパレード』の後継番組で、2017年4月14日より金曜23:30 - 23:58枠で『ネタパレ』に改題した上で開始した。内容はキャラクターコントに限定していた前作に対し、漫才・コントなどお笑い芸人の持ちネタを披露するリニューアルされたが、不定期で「キャラパレ」時代のコントキャラクターが登場したり、キャラクターコントに限定して放送する場合がある。なお、MCは『キャラパレ』から引き継いで、南原清隆（ウッチャンナンチャン）、陣内智則、増田貴久（NEWS）。進行は基本的に陣内が、芸人を呼び込むナレーションは増田が担当する。
コンセプトおよびスタジオセットは劇場で、南原が劇場支配人、陣内が副支配人、増田が従業員という設定になっている。2024年9月までは「都内のどこかにひっそりとある、本当に面白い芸人だけが出てくる小劇場」という設定で、とある小劇場に来店した「笑い」を愛するゲストの俳優（女優）・アイドル・モデルなどのお笑い芸人以外の芸能人1名（稀に2名以上）に、今見てもらいたいネタを披露するというシチュエーションが設定されていた。2024年10月の枠移動以降は、「和の心をもった笑いの新劇場」という寄席風の舞台で、幅広い層がほっこり楽しむことができる舞台となっている。
EXIT、かが屋、東京ホテイソンといった若手芸人たちをいち早く起用していた番組であり、いわゆる「お笑い第七世代」の火付け役となった番組の一つである。
2017年9月9日・10日放送の『FNS27時間テレビ にほんのれきし』（『FNS27時間テレビ2017』）では、前年に引き続き同番組のコーナーが9日深夜に「ネタパレ 〜歴史ネタSP〜」と題して放送され、人気芸人が歴史をテーマにネタを披露した。
2017年10月6日から、前の時間帯に放送されている『全力!脱力タイムズ』が10分拡大して40分枠になるため、本番組は2分拡大したうえで金曜23:40 - 翌0:10枠に繰り下げとなった。
2018年6月2日（土曜日）21:00 - 23:10（『土曜プレミアム』枠）には『ネタパレTHEゴールデン〜いま見たい!!最強の旬ネタSP〜』と題して、『ネタパレ』では初となるプライムタイムでの特別番組が放送された。
2019年1月1日（火曜日）0:45 - 2:45（月曜日深夜）には、番組初の元日SPが放送された。元日SPでは毎回「ネタパレNEW YEARグランプリ」と題する賞レースを実施している。2020年以降は『久保みねヒャダ明けましてこじらせナイト』とともに約5時間にわたる「HAPPY NEW YEAR バラエティ祭り」を構成する。
2022年7月8日放送分は当初23:40 - 翌0:10に放送予定だったが、安倍晋三銃撃殺人事件に関する『FNN緊急特報』を放送したため、急遽放送延期し、同年8月5日に放送された。
2024年秋改編で同時間帯に全国ネットのアニメ枠が新設されるため、土曜 18:30 - 19:00に枠移動し、関東ローカルに降格となった。
金曜日としては最後の放送となる2024年9月20日は番組の歴史を振り返る70分拡大版として23:00 - 翌0:10に放送された。一部系列局ではこの放送を持ってネットを打ち切るため、その局に配慮してエンディングでは『7年半ありがとうございました』との演出があった（枠移動の告知は関東地区ほか一部地域のみで放送）。
枠移動後は番組ロゴとスタジオセットをリニューアルした。これ以降は笑いを愛する若手女性タレントが「アルバイト」として出演するようになった他、芸人が地元のグルメや恩人を紹介する企画がメインに切り替わっている。

## 出演者

### MC
- 南原清隆（ウッチャンナンチャン） - 劇場支配人
- 陣内智則 - 副支配人
- 増田貴久（NEWS） - 従業員

### 常連客（パネラーゲスト）
週替わりで1名または2名が不定期で出演。なお、普段バラエティ番組には出演する事のない俳優（女優）がフジテレビ系のドラマや最新映画などの宣伝で出演する事が多い。
- 千原ジュニア（千原兄弟）
- バカリズム
- 柳原可奈子
- 塚地武雅（ドランクドラゴン）
- 岡田圭右（ますだおかだ）
- 小沢一敬（スピードワゴン）
- 岩井勇気（ハライチ）

ほか

## 主なコーナー
2020年夏頃から、番組後半で週替わりのコーナーを行っている。コーナーの最後で南原がMVPを決める。

### 現在
2024年秋の枠移動から、芸人がご当地グルメや思い出を紹介するコーナーを行なっている。
凱旋漫才～お世話になった人に贈る漫才～
私の地元のテッパン飯

### 2020年6月- 2024年9月に放送されたコーナー
この頃は大喜利などお笑いに関連するコーナーが多かった。
ニュースターパレード
ネクストブレイク芸人が1分以内のネタを披露する。進行は佐野瑞樹（フジテレビアナウンス室バラエティ担当局次長）が務める。
バーチャル大喜利
クロマキー合成される写真を背景にして一言でボケる。
川柳パレード
お題に対して、実体験をもとにした川柳を披露する。

## ネタパレNEW YEARグランプリ
毎年、ネタパレ元日SP内にて開催される『日本一早いお笑い賞レース』。漫才・コント・歌ネタなど、ジャンルは問われていない。

### ルール
- 各ブロック1組ずつ、約2分間のネタを披露。審査により、それぞれ1組が決勝に進出する。
- 審査はブロック・決勝ともに観客の投票によって行われる。
- ブロックと決勝で、異なるジャンルのネタを披露できる[注 2]。

### 優勝者
- 2019年 - ヒガシ逢ウサカ
- 2020年 - インディアンス
- 2021年 - 空気階段
- 2022年 - ネルソンズ、ザ・マミィ（※同率優勝）
- 2023年 - 金の国
- 2025年 - や団

### トーナメント表
★決勝進出組
| 2019年   | 2019年         | 2019年          | 2019年          | 2019年         |
| ブロック | 1組目          | 2組目           | 3組目           | 4組目          |
| -------- | -------------- | --------------- | --------------- | -------------- |
| A        | かが屋★        | レインボー      | クロコップ      | インディアンス |
| B        | わらふぢなるお | きつね          | ヒガシ逢ウサカ★ | EXIT           |
| C        | 四千頭身       | 東京ホテイソン★ | 宮下草薙        | ゾフィー       |

| 2020年   | 2020年   | 2020年           | 2020年           | 2020年   | 2020年          | 2020年      | 2020年 |
| ブロック | 1組目    | 2組目            | 3組目            | 4組目    | 5組目           | 6組目       |        |
| -------- | -------- | ---------------- | ---------------- | -------- | --------------- | ----------- | ------ |
| A        | 納言     | まんじゅう大帝国 | ゾフィー         | かが屋★  | EXIT            | 空気階段    |        |
| B        | 宮下草薙 | ヒガシ逢ウサカ   | 東京ホテイソン   | GAG      | インディアンス★ | ザ・マミィ  |        |
| C        | きつね   | コウテイ★        | うるとらブギーズ | 四千頭身 | ラニーノーズ    | Gパンパンダ |        |

| 2021年   | 2021年         | 2021年         | 2021年       | 2021年             |
| ブロック | 1組目          | 2組目          | 3組目        | 4組目              |
| -------- | -------------- | -------------- | ------------ | ------------------ |
| A        | 宮下草薙       | ニッポンの社長 | ランジャタイ | ゾフィー★          |
| B        | ラランド       | Gパンパンダ    | Aマッソ      | 蛙亭★              |
| C        | 東京ホテイソン | ザ・マミィ     | 令和ロマン   | コウテイ★          |
| D        | 納言           | 空気階段★      | 四千頭身     | ロングコートダディ |

| 2022年   | 2022年     | 2022年   | 2022年           | 2022年       | 2022年     | 2022年   | 2022年     | 2022年                |
| ブロック | 1組目      | 2組目    | 3組目            | 4組目        | 5組目      | 6組目    | 7組目      | 8組目                 |
| -------- | ---------- | -------- | ---------------- | ------------ | ---------- | -------- | ---------- | --------------------- |
| 前半     | TOKYO COOL | ラランド | うるとらブギーズ | ゼンモンキー | かが屋     | 四千頭身 | ネルソンズ | オドるキネマ（第3位） |
| 後半     | 宮下草薙   | コウテイ | ザ・マミィ       | そいつどいつ | レインボー | 金の国   | キュウ     | -                     |

| 2023年   | 2023年       | 2023年                 | 2023年         | 2023年         | 2023年           |
| ブロック | 1組目        | 2組目                  | 3組目          | 4組目          | 5組目            |
| -------- | ------------ | ---------------------- | -------------- | -------------- | ---------------- |
| 前半     | モグライダー | ダウ90000              | ストレッチーズ | チュランペット | ぱーてぃーちゃん |
| 後半     | キュウ       | パンプキンポテトフライ | ランジャタイ   | 金の国         | トンツカタン     |

| A | ちゃんぴおんず | モシモシ       | 家族チャーハン★ | カゲヤマ      | ショウガールズ |
| B | 土佐兄弟       | 破壊ありがとう | サスペンダーズ  | あぁ～しらき★ | 雀カンタービレ |
| C | 隣人           | 金の国         | や団★           | ダウ90000     | ボブのコーラ   |

## 放送リスト

### 金曜23:40枠（全国ネット時代）

#### 2017年
| 放送日 | ゲスト                                      | 出演芸人 | 備考                       |
| ------ | ------------------------------------------- | --- | -------------------------- |
| 4/14   | 神木隆之介 柳原可奈子                       | マロンマロン（おばたのお兄さん×土佐有輝）・平子祐希（アルコ＆ピース） フースーヤ・秋山竜次（ロバート）＆友近                                             |                            |
| 4/21   | 吉田沙保里 千原ジュニア（千原兄弟）         | シソンヌ・ジャングルポケット・尼神インター ゲラゲラ星人・くっきー（野性爆弾)                                                                             |                            |
| 4/28   | 観月ありさ 柳原可奈子                       | マロンマロン（おばたのお兄さん×土佐有輝）・ゆりやんレトリィバァ 平子祐希（アルコ＆ピース）・四千頭身                                                     |                            |
| 5/5    | 佐藤栞里 千原ジュニア（千原兄弟）           | カミナリ・板倉俊之（インパルス） チョコレートプラネット・くっきー（野性爆弾）                                                                            |                            |
| 5/12   | ヒロミ 柳原可奈子                           | シソンヌ・くっきー（野性爆弾） ネイビーズアフロ・ダイタク                                                                                                |                            |
| 5/19   | 山本美月 天野ひろゆき                       | フースーヤ・ライス ジュリエッタ・中川家×井上聡(次長課長)                                                                                                 |                            |
| 5/26   | 土屋アンナ 千原ジュニア（千原兄弟）         | パンサー・山本博(ロバート)・平子祐希（アルコ＆ピース） 阿佐ヶ谷姉妹・フースーヤ                                                                          |                            |
| 6/2    | 今井翼 柳原可奈子                           | 相席スタート・板倉俊之(インパルス)・平子祐希（アルコ＆ピース） チョコレートプラネット・ANZEN漫才                                                         |                            |
| 6/9    | 小山慶一郎（NEWS） 千原ジュニア（千原兄弟） | コロコロチキチキペッパーズ・ニューヨーク・東京ホテイソン くっきー（野性爆弾）・平子祐希（アルコ＆ピース）                                                |                            |
| 6/16   | 神田沙也加 千原ジュニア（千原兄弟）         | 柳原可奈子・ウーマンラッシュアワー・アキラ100% NON STYLE・マロンマロン（おばたのお兄さん×土佐有輝） <VTR出演> 秋山竜次（ロバート）・ゆりやんレトリィバァ |                            |
| 7/7    | 神田沙也加 千原ジュニア（千原兄弟）         | ジャングルポケット・東京ホテイソン くっきー（野性爆弾)・平子祐希（アルコ＆ピース）                                                                       |                            |
| 7/14   | 泉里香 ビビる大木                           | コロコロチキチキペッパーズ・チョコンヌ（チョコレートプラネット×シソンヌ） 東京ホテイソン・ミキ                                                           |                            |
| 7/28   | 戸田恵梨香 千原ジュニア（千原兄弟）         | アキラ100％・和牛・山本博（ロバート） もりせいじゅ・ダイタク                                                                                             |                            |
| 8/4    | 関根麻里 柳原可奈子                         | 笑い飯・マツモトクラブ レイザーラモンRG・すゑひろがりず                                                                                                  |                            |
| 8/11   | 青山テルマ バカリズム                       | 東京ホテイソン・ゆりやんレトリィバァ パンクブーブー・馬鹿よ貴方は・ダシヨ                                                                                |                            |
| 8/18   | 広瀬すず 柳原可奈子                         | ANZEN漫才・銀シャリ パーパー・くっきー（野性爆弾） |                            |
| 8/25   | 市川紗椰 千原ジュニア                       | レイザーラモンRG・ゆりやんレトリィバァ チョコレートプラネット・パニーニ・カミナリ                                                                        |                            |
| 9/1    | 藤田ニコル バカリズム                       | インディアンス・シソンヌ パーパー・パンサー・ミキ |                            |
| 9/22   | 真矢ミキ 千原ジュニア                       | NON STYLE・バイきんぐ・ナイツ ANZEN漫才×増田貴久（NEWS)・秋山竜次（ロバート）×友近・アンガールズ 柳原可奈子・アルコ＆ピース平子・パニーニ                | ネタパレSP (23:00～23:58） |
| 9/29   | 佐野ひなこ 千原ジュニア                     | 尼神インター・チョコンヌ（チョコレートプラネット×シソンヌ） サメゾンビ・野性爆弾くっきー                                                                 |                            |
| 10/6   | 菊川怜 石塚英彦                             | 三四郎・和牛・チョコレートプラネット ジャングルポケット・パーパー                                                                                        |                            |
| 10/13  | 不在                                        | フースーヤ・ネイビーズアフロ・ロバート秋山 パーパー・パニーニ・柳原可奈子                                                                                |                            |
| 10/20  | 本仮屋ユイカ 柳原可奈子                     | にゃんこスター・サンシャイン池崎・インディアンス うしろシティ・パーパー                                                                                  |                            |
| 10/27  | 滝沢カレン バカリズム                       | トレンディエンジェル・あばれる君・ナイツ アキラ100%・ゾフィー                                                                                            |                            |
| 11/3   | 広瀬アリス 千原ジュニア                     | サンシャイン池崎・カミナリ・アルコ＆ピース 相席スタート・山本博（ロバート）                                                                              |                            |
| 11/10  | 間宮祥太朗 柳原可奈子                       | 柴田英嗣（アンタッチャブル）・東京ホテイソン 友近・ファイヤーサンダー                                                                                    |                            |
| 11/17  | 池田美優 バカリズム                         | アンガールズ・アルコ＆ピース 霜降り明星・友近 |                            |
| 11/24  | 古畑星夏 柳原可奈子                         | ANZEN漫才・GAG少年楽団・さらば青春の光 ネイビーズアフロ・くっきー（野性爆弾）                                                                            |                            |
| 12/1   | 新川優愛 バカリズム                         | アキラ100%・狩野英孝 チョコレートプラネット・かまいたち                                                                                                  |                            |
| 12/8   | 飯豊まりえ 千原ジュニア                     | GAG少年楽団・ゆりやんレトリィバァ・ミキ さや香・野性爆弾×ガリットチュウ福島                                                                              |                            |
| 12/15  | 朝比奈彩 柳原可奈子                         | ジャングルポケット・ゆにばーす・平子祐希（アルコ＆ピース） マツモトクラブ・コロコロチキチキペッパーズ                                                    |                            |

#### 2018年
| 放送日 | ゲスト                                                | 出演芸人 | 備考                          |
| ------ | ----------------------------------------------------- | --- | ----------------------------- |
| 1/12   | Dream Ami バカリズム                                  | 平子祐希（アルコ＆ピース）・東京ホテイソン・チョコレートプラネット 笑い飯・ロングコートダディ |                               |
| 1/19   | 篠原涼子 千原ジュニア                                 | ANZEN漫才・NON STYLE・サンシャイン池崎 トレンディエンジェル・バイきんぐ・尼神インター・アキラ100%×増田貴久（NEWS) 柳原可奈子・秋山竜次（ロバート）×友近×バッファロー吾郎 | ネタパレSP(23:00-翌0:10)      |
| 1/26   | 真野恵里菜 柳原可奈子                                 | ジャングルポケット・東京ホテイソン・ナイツ GAG少年楽団・平子祐希（アルコ＆ピース） |                               |
| 2/2    | 滝沢秀明 千原ジュニア                                 | インディアンス・相席スタート ヒガシ逢ウサカ・秋山竜次（ロバート） |                               |
| 2/9    | 栗山千明 バカリズム                                   | アキラ100%・狩野英孝・ミキ ネイビーズアフロ・チョコンヌ（チョコレートプラネット×シソンヌ） |                               |
| 2/16   | <常連客> 千原ジュニア・バカリズム・柳原可奈子         | バイきんぐ・東京ホテイソン・あばれる君 ジャングルポケット・パーパー・野性爆弾×ガリットチュウ福島 |                               |
| 2/23   | 千原ジュニア                                          | インディアンス・山本博（ロバート）・レイザーラモンRG 宮下草薙・くっきー（野性爆弾）×ガリットチュウ福島 |                               |
| 3/2    | 柳原可奈子                                            | あばれる君・ロングコートダディ・セルライトスパ レイザーラモンRG・うしろシティ |                               |
| 3/9    | バカリズム                                            | ジャルジャル・チョコンヌ（チョコレートプラネット×シソンヌ）・ゆにばーす サンシャイン池崎・きつね |                               |
| 3/16   | 柳原可奈子                                            | 相席スタート・平子祐希（アルコ＆ピース）・濱田祐太郎 ジェラードン・レインボー |                               |
| 3/23   | 千原ジュニア                                          | アキラ100%・きつね・ミキ キラキラ関係・くっきー（野性爆弾）＆ガリットチュウ福島 |                               |
| 4/13   | 千原ジュニア                                          | 東京ホテイソン・チョコレートプラネット・永野 3時のヒロイン・ロングコートダディ |                               |
| 4/20   | 千原ジュニア                                          | NON STYLE・平子祐希（アルコ＆ピース）・トレンディエンジェル・ ナイツ・バイきんぐ・レインボー・東京ホテイソン きつね・くっきー（野性爆弾）＆ガリットチュウ福島・レイザーラモンRG |                               |
| 4/27   | 村上佳菜子 柳原可奈子                                 | 青色1号・シソンヌ・チョコレートプラネット 四千頭身・宮下草薙 |                               |
| 5/4    | 不在                                                  | NON STYLE・狩野英孝・GAG少年楽団 レインボー・濱田裕太郎・ロングコートダディ |                               |
| 5/18   | 葛西紀明 バカリズム                                   | アルコ＆ピース平子・カミナリ・ジャルジャル ツートライブ・ヒガシ逢ウサカ |                               |
| 5/25   | 丸山桂里奈 千原ジュニア                               | アキラ100%・インディアンス・おぐ（ロビンフット） 阿佐ヶ谷姉妹・フースーヤ |                               |
| 6/1    | 東出昌大 柳原可奈子                                   | 相席スタート・GAG少年楽団・サンシャイン池崎 ジャングルポケット・ヒガシ逢ウサカ |                               |
| 6/2    | 山本美月・大橋未歩・滝沢カレン バカリズム・柳原可奈子 | アキラ100%・アルコ＆ピース平子・くっきー（野性爆弾） サンドウィッチマン・ジャングルポケット・スピードワゴン 友近・トレンディエンジェル・ナイツ・NON STYLE ハライチ・ひょっこりはん・ゆりやんレトリィバァ レイザーラモンRG・ロッチ・ロバート <スペシャルコラボゲスト> Toshl（X JAPAN）・Fischer's・登美丘高校OG軍団 | ザ・ゴールデン （21:00-23:10) |
| 6/8    | 山本美月・大橋未歩・滝沢カレン バカリズム・柳原可奈子 | あばれる君・アンガールズ・インディアンス チョコレートプラネット・東京ホテイソン |                               |
| 6/22   | 須田亜香里（SKE48） 千原ジュニア                      | 相席スタート・板倉俊之（インパルス）・THIS IS パン パーパー・宮下草薙 |                               |
| 6/29   | 若槻千夏 柳原可奈子                                   | ミキ・うしろシティ・レインボー ジュリエッタ・EXIT |                               |
| 7/20   | 葵わかな バカリズム                                   | うるとらブギーズ・ガンバレルーヤ・シソンヌ GAG・ニューヨーク |                               |
| 7/27   | 馬場ふみか 千原ジュニア                               | かまいたち・はまぐちコントサークル・ユースフルデイズ 四千頭身・ラブレターズ |                               |
| 8/3    | 竹内涼真・浜辺美波 柳原可奈子                         | 相席スタート・さらば青春の光 チョコレートプラネット・レイザーラモンRG <おしぼりBOYS> インディアンス・EXIT・宮下草薙 |                               |
| 8/10   | ジェジュン バカリズム                                 | アキラ100%・完熟フレッシュ・デニス 八田荘・ひょっこりはん <おしぼりBOYS> インディアンス・EXIT・宮下草薙 |                               |
| 8/17   | 北香那 柳原可奈子                                     | 平子祐希（アルコ＆ピース）・福島善成（ガリットチュウ）・きつね クロコップ・3時のヒロイン・ダイアン・ THIS IS パン・野性爆弾 |                               |
| 8/24   | 矢田亜希子 千原ジュニア                               | 相席スタート・インディアンス・EXIT・山本博（ロバート） 狩野英孝・チュランペット・ローズヒップファニーファニー |                               |
| 9/7    | 芳根京子 バカリズム                                   | アキラ100%・柴田英嗣（アンタッチャブル）・ダイタク・ダニエルズ ナイチンゲールダンス・宮下草薙・レインボー |                               |
| 9/14   | 佐藤隆太 柳原可奈子                                   | インディアンス・おいでやす小田・カミナリ 河邑ミク・スパイク・チョコレートプラネット 東京ホテイソン・平子祐希（アルコ＆ピース)・や団 |                               |
| 9/21   | シシド・カフカ 千原ジュニア                           | あばれる君・きつね・銀シャリ クロコップ・新作のハーモニカ・永野 フタリシズカ・ユースフルデイズ |                               |
| 9/28   | 広瀬アリス バカリズム                                 | あがすけ・さらば青春の光・サンシャイン池崎 GAG・ジャングルポケット・ダンビラムーチョ ゆりやんレトリィバァ・四千頭身 |                               |
| 10/12  | 野村周平 柳原可奈子                                   | アイデンティティ・アキラ100%・ 平子祐希（アルコ＆ピース） EXIT・こゝろ・ハナコ 宮下草薙・メンバー |                               |
| 10/19  | 多部未華子 千原ジュニア                               | かが屋・シソンヌ・ジャルジャル ゾフィー・東京ホテイソン・ヒガシ逢ウサカ ゆにばーす・レイザーラモンRG |                               |
| 10/26  | 中村アン バカリズム                                   | インディアンス・GAG・しずる ポセイドン石川・くっきー（野性爆弾）・四千頭身・ レインボー・わらふぢなるお |                               |
| 11/2   | 岡田結実 千原ジュニア                                 | かが屋・くっきー（野性爆弾）・ゾフィー THIS IS パン・東京ホテイソン・ハナコ 平子祐希（アルコ＆ピース）・ヤマメ |                               |
| 11/9   | 平野紫耀（King & Prince） バカリズム                  | 相席スタート・インディアンス・キラキラ関係 シソンヌ・ダニエルズ・チョコレートプラネット・ 土佐兄弟・ハナコ・バビロン・ ゆりやんレトリィバァ |                               |
| 11/16  | ホラン千秋 柳原可奈子                                 | アインシュタイン・EXIT・さらば青春の光 ジュリエッタ・ファイヤーサンダー・まんじゅう大帝国 四千頭身・レインボー |                               |
| 11/23  | 長嶋一茂 柳原可奈子                                   | 相席スタート・アキラ100%・アルコ＆ピース インパルス・きつね・ザ地球人ズ・ Gパンパンダ・ゾフィー・ポセイドン石川 宮下草薙 |                               |
| 11/30  | 有村架純 小籔千豊                                     | EXIT・かが屋・ジェラードン シソンヌ・チョコレートプラネット・ナイチンゲールダンス くっきー（野性爆弾）・四千頭身 |                               |
| 12/7   | 田中みな実 小峠英二（バイきんぐ）                     | インディアンス・スーパーマラドーナ・チョコレートプラネット 東京ホテイソン・永野・ヒガシ逢ウサカ マヂカルラブリー・まんぷくユナイテッド・ミキ・ レインボー |                               |
| 12/14  | IKKO バカリズム                                       | アキラ100%・インディアンス・うしろシティ・ くっきー（野性爆弾）・チョコレートプラネット・バッドナイス常田 ハナコ・ポセイドン石川・わらふぢなるお |                               |

#### 2019年
| 放送日 | ゲスト                                                          | 出演芸人 | 備考 |
| ------ | --------------------------------------------------------------- | --- | ---- |
| 1/1    | 千原ジュニア・バカリズム・柳原可奈子                            | <芸人> ビビる大木（はっぱ隊出演） <コント・漫才> アキラ100%・狩野英孝・カミナリ サンシャイン池崎・GAG・柴田英嗣（アンタッチャブル） ジャングルポケット・チョコレートプラネット・土佐兄弟 友近・ナイツ・永野・バイきんぐ・ハナコ 平子祐希（アルコ＆ピース）・ロッチ <ネタパレNEW YEARグランプリ> インディアンス・EXIT・かが屋・きつね クロコップ・ゾフィー・東京ホテイソン・ヒガシ逢ウサカ 宮下草薙・四千頭身・レインボー・わらふぢなるお |      |
| 1/11   | 渡部篤郎 千原ジュニア                                           | 平子祐希（アルコ＆ピース）・狩野英孝・ゾフィー・永野 アイロンヘッド・まんじゅう大帝国・宮下草薙 横澤夏子・四千頭身・ロングコートダディ |      |
| 1/18   | 葵わかな 柳原可奈子                                             | EXIT・狩野英孝・かが屋・きつね ジャングルポケット・東京ホテイソン・土佐兄弟 まんぷくユナイテッド・ラフレクラン・レインボー |      |
| 1/25   | 有村架純・平野紫耀（King & Prince） <一日MC>ヒガシ逢ウサカ      | くっきー（野性爆弾）・ジェラードン チョコレートプラネット・永野 NON STYLE・四千頭身・レインボー |      |
| 2/1    | 小池徹平 ビビる大木・柳原可奈子                                 | EXIT・金属バット・くっきー（野性爆弾） ゾフィー・チョコレートプラネット・ねこじゃらし 宮下草薙・ゆりやんレトリィバァ・四千頭身 |      |
| 2/8    | 中村七之助 バカリズム                                           | アインシュタイン・インディアンス・シソンヌ チョコレートプラネット・納言・ハナコ ヒガシ逢ウサカ・平子祐希（アルコ＆ピース）・レインボー |      |
| 2/15   | 篠田麻里子 千原ジュニア                                         | アキラ100%・かが屋・キュウ・キートン 金属バット・ジェラードン・チョコレートプラネット・平子祐希（アルコ＆ピース） プラスマイナス・宮下草薙 |      |
| 2/22   | 二階堂ふみ 千原ジュニア                                         | アキラ100%・かが屋・ガンバレルーヤ きつね・トムブラウン・永野 プラス・マイナス・ミキ・ライス |      |
| 3/1    | 高橋真麻 小籔千豊・柳原可奈子                                   | カミナリ・ゾフィー・たくろう・土佐兄弟 永野・まんぷくユナイテッド・ミキ メンバー・四千頭身・レインボー |      |
| 3/8    | 尾上松也 バカリズム                                             | アインシュタイン・EXIT・オズワルド きつね・東京ホテイソン・ハナコ ヒガシ逢ウサカ・ミキ・LOVE |      |
| 3/15   | 志尊淳 大久保佳代子（オアシズ）                                 | アックスボンバー・EXIT・うしろシティ 大山英雄・からし蓮根・金属バット くっきー（野性爆弾）・ゾフィー・流れ星 バッファロー吾郎A・宮下草薙 |      |
| 3/29   | 千原ジュニア・バカリズム・柳原可奈子                            | アキラ100%・インディアンス・EXIT かが屋・狩野英孝・きつね 東京ホテイソン・ヒガシ逢ウサカ・平子祐希（アルコ＆ピース）> 四千頭身・LOVE・レインボー |      |
| 4/12   | 本田翼 ビビる大木                                               | アキナ・ガリットチュウ・ダニエルズ チャド・マレーン・チョコレートプラネット・ナイツ 永野・ハナコ・ポセイドン石川 雷鳴 |      |
| 4/19   | 亀梨和也（KAT-TUN) 小沢一敬（スピードワゴン）                   | アキラ100%・EXIT・金属バット そのこ・永野・納言 松本りんす（だーりんず）・宮下草薙 爛々・レインボー |      |
| 4/26   | 菊池風磨（Sexy Zone） 岩井勇気（ハライチ）                      | インディアンス・かが屋・キラキラ関係 くっきー（野性爆弾）・ゾフィー・ダイアン 流れ星・ヒガシ逢ウサカ・吉住 |      |
| 5/3    | 広瀬アリス ビビる大木                                           | 相席スタート・学天即・さや香 ジャングルポケット・ハナコ・平子祐希（アルコ＆ピース） 四千頭身・ラバーガール |      |
| 5/10   | 長澤まさみ 千原ジュニア                                         | インディアンス・金属バット・ゾフィー 永野・宮下草薙・ゆりやんレトリィバァ 四千頭身・レイザーラモンRG |      |
| 5/17   | 神田沙也加 バカリズム                                           | かが屋・くっきー（野性爆弾）・真空ジェシカ デルマパンゲ・納言・ヒガシ逢ウサカ 平子祐希（アルコ＆ピース）・レインボー・わらふぢなるお |      |
| 5/24   | 山口紗弥加 いとうあさこ                                         | EXIT・うしろシティ・カミナリ・きつね さらば青春の光・トム・ブラウン・バビロン |      |
| 5/31   | 成田凌 礼二（中川家）                                           | アキラ100%・インディアンス・ジェラードン ジャルジャル・スタンダップコーギー・フランスピアノ 四千頭身・ラニーノーズ |      |
| 6/7    | 遠藤憲一 千原ジュニア                                           | EXIT・かが屋・きつね ナイチンゲールダンス・ハナコ 平子祐希（アルコ＆ピース）・紅しょうが・宮下草薙 |      |
| 6/21   | 池田美優 バカリズム                                             | アインシュタイン・ザ・パーフェクト・GAG ゾフィー・東京ホテイソン・納言 ヒガシ逢ウサカ・ミキ・レインボー |      |
| 6/28   | 間宮祥太朗・堀未央奈（乃木坂46） 濱口優（よゐこ）               | 相席スタート、EXIT、金属バット ザ・マミィ、寺田寛明、流れ星 ハナコ、宮下草薙 |      |
| 7/5    | 井浦新 バカリズム                                               | アキラ100%、EXIT、インディアンス 空気階段、東京ホテイソン、納言 ヒガシ逢ウサカ、平子祐希（アルコ＆ピース）、宮下草薙 ラニーノーズ、レインボー |      |
| 7/12   | 森泉 千原ジュニア                                               | アキナ、かが屋、きつね Gパンパンダ、ゾフィー、チョコレートプラネット 永野、ゆりやんレトリィバァ、四千頭身 |      |
| 7/19   | 桜井日奈子 塙宣之（ナイツ）                                     | 金属バット、くっきー（野性爆弾）、ザ・マミィ 新作のハーモニカ、そいつどいつ、東京ホテイソン ミキ、モンローズ |      |
| 8/2    | 千原ジュニア、バカリズム                                        | インディアンス、EXIT、かが屋 きつね、空気階段、ゾフィー 東京ホテイソン、ハナコ、ヒガシ逢ウサカ 宮下草薙、四千頭身、レインボー／さらば青春の光 ジャルジャル、ラバーガール |      |
| 8/9    | 不在                                                            | ハナコ／EXIT、大山英雄、きつね くっきー（野性爆弾）、こがけん、納言 西村ヒロチョ、バッファロー吾郎A、平子祐希（アルコ＆ピース） レイザーラモンRG |      |
| 8/16   | ユースケ・サンタマリア 千原ジュニア                             | アインシュタイン、インディアンス、かが屋 きつね、コウテイ、ゾフィー てんしとあくま、レインボー |      |
| 8/23   | 前田敦子 バカリズム                                             | EXIT、キラキラ関係、空気階段 納言、ヒガシ逢ウサカ、平子祐希（アルコ＆ピース） 宮下草薙、四千頭身、4000年に一度咲く金指 |      |
| 8/30   | 不在                                                            | EXIT、かが屋 宮下草薙、四千頭身 |      |
| 9/6    | 橋本環奈 千原ジュニア                                           | アキラ100%、EXIT、エンペラー かが屋、トム・ブラウン、ヒガシ逢ウサカ プラス・マイナス、ラニーノーズ |      |
| 9/13   | 三谷幸喜、小池栄子 小沢一敬（スピードワゴン）                   | アイロンヘッド、きつね、金属バット さんだる、納言、宮下草薙 四千頭身 |      |
| 9/20   | 浜辺美波 ビビる大木                                             | アインシュタイン、インディアンス、カミナリ ザ・マミィ、柴田英嗣（アンタッチャブル）、ゾフィー、平子祐希（アルコ＆ピース） 吉住、レインボー |      |
| 9/27   | 伊藤健太郎 バカリズム                                           | うるとらブギーズ、きつね、ジェラードン そいつどいつ ゾフィー、納言、四千頭身 わらふぢなるお |      |
| 10/4   | 伊藤淳史                                                        | インディアンス、レインボー、新作のハーモニカ ザ・マミィ、アルコ＆ピース平子 バビロン、ヒガシ逢ウサカ、カベポスター ファイヤーサンダー、くっきー！（野性爆弾） |      |
| 10/11  | 斎藤工 千原ジュニア                                             | コウテイ、ザ・シーツ、永野 畑英之、ハナコ、宮下草薙 ラニーノーズ、レイザーラモンRG |      |
| 10/18  | 菅野美穂 バカリズム                                             | アキラ100%、EXIT、東京ホテイソン、徳原旅行 ヒガシ逢ウサカ、宮下草薙、四千頭身 レインボー |      |
| 10/25  | 新木優子 濱口優（よゐこ）                                       | インディアンス、きつね、金属バット コウテイ、ゾフィー、納言 平子祐希（アルコ＆ピース）、ビスケットブラザーズ、まんじゅう大帝国 わらふぢなるお |      |
| 11/8   | 間宮祥太朗、桜井日奈子 千原ジュニア                             | EXIT、うるとらブギーズ、かが屋 空気階段、ザ・マミィ、スーパーメロディ ハナコ、ラニーノーズ |      |
| 11/15  | 松本穂香 小峠英二（バイきんぐ）                                 | インディアンス、うしろシティ、きつね ゾフィー、ダニエルズ、土佐兄弟 トム・ブラウン、ナイチンゲールダンス ヒガシ逢ウサカ、わらふぢなるお |      |
| 11/22  | 小島瑠璃子 小沢一敬（スピードワゴン）                           | EXIT、コウテイ、GAG 新作のハーモニカ、シンテンチ、平子祐希（アルコ＆ピース） 宮下草薙、レインボー |      |
| 11/29  | 加藤シゲアキ（NEWS） 千原ジュニア                               | アキラ100%、岡野陽一、かが屋 スーパーメロディ、永野、納言 プラス・マイナス、四千頭身 |      |
| 12/6   | 眞栄田郷敦、橋本環奈 伊集院光                                   | 赤もみじ、からし蓮根、ザ・マミィ ジャングルポケット、ゾフィー、たくろう どぶろっく、ラニーノーズ |      |
| 12/13  | 成田凌、黒島結菜 小籔千豊                                       | 相席スタート、大重わたる、東京ホテイソン 納言、ハナコ、原あや香 ヒガシ逢ウサカ、平子祐希（アルコ＆ピース） ぼる塾、わらふぢなるお |      |
| 12/20  | <MC> 増田貴久（NEWS） 後藤拓実（四千頭身） 草薙航基（宮下草薙） | <スタジオゲスト> EXIT、かが屋、上田航平（ゾフィー） 秋山寛貴（ハナコ）、ショーゴ（東京ホテイソン）、薄幸（納言） 田渕章裕（インディアンス）、鈴木もぐら（空気階段） <VTR> くっきー!（野性爆弾） |      |

#### 2020年
| 放送日 | ゲスト                                  | 出演芸人 | 備考                                                               |
| ------ | --------------------------------------- | --- | ------------------------------------------------------------------ |
| 1/1    | 広瀬アリス 千原ジュニア・バカリズム     | <コント・漫才出演芸人> EXIT、シソンヌ、ちゅうえい（流れ星） チョコレートプラネット、ナイツ、永野 ハナコ、フワちゃん、レイザーラモンRG、レインボー <ネタパレNEW YEARグランプリ> インディアンス、EXIT、うるとらブギーズ、かが屋 きつね、空気階段、コウテイ、ザ・マミィ GAG、Gパンパンダ、ゾフィー、東京ホテイソン 納言、ヒガシ逢ウサカ、まんじゅう大帝国、宮下草薙 四千頭身、ラニーノーズ |                                                                    |
| 1/10   | 千原ジュニア、バカリズム                | 秋山寛貴（ハナコ）、アルコ＆ピース、インディアンス 加賀翔（かが屋）、兼近大樹（EXIT）、ザ・マミィ 鈴木もぐら（空気階段）、ゾフィー、ちゅうえい（流れ星） 永野、松尾駿（チョコレートプラネット） 八木崇（うるとらブギーズ）、レイザーラモンRG |                                                                    |
| 1/15   | 葵わかな ビビる大木                     | EXIT、インディアンス、かが屋 流れ星、宮下草薙、四千頭身 レインボー、わらふぢなるお |                                                                    |
| 1/24   | すみれ 小籔千豊                         | エイトブリッジ、化石コンパス、KOKOON ザ・マミィ、東京ホテイソン、ハナコ ピンタンパン、堀川ランプ、マッハスピード豪速球 まんじゅう大帝国、見取り図、ワラバランス |                                                                    |
| 1/31   | 堀田茜 柴田英嗣（アンタッチャブル）     | EXIT、オズワルド、空気階段 KOKOON、すゑひろがりず、平子祐希（アルコ＆ピース） ぼる塾、ポンループ |                                                                    |
| 2/7    | 山﨑賢人 伊集院光                       | インディアンス、かが屋、金属バット ゴリゴリ、Gパンパンダ、ぺこぱ 四千頭身、わらふぢなるお |                                                                    |
| 2/14   | 水野美紀 バカリズム                     | アイロンヘッド、かが屋、きつね KOKOON、サンシャイン、じぐざぐ ジェラードン、ダーヨシ、納言 ミルクボーイ、ランジャタイ |                                                                    |
| 2/21   | 千葉雄大、白石麻衣（乃木坂46） 小籔千豊 | EXIT、ギフト☆矢野、ダーヨシ 永野、錦鯉、ニューヨーク 白桃ピーチよぴぴ、ハナコ、四千頭身 ラニーノーズ、レオタードゆり（れんあいレオタード） |                                                                    |
| 2/28   | 大谷亮平 飯塚悟志（東京03）             | インディアンス、ギフト☆矢野、サーフボードストレッチ ゾフィー、ぼる塾、宮下草薙 ラランド、レイザーラモンRG＆椿鬼奴、レインボー |                                                                    |
| 3/6    | 三浦翔平 ビビる大木                     | 相席スタート、かが屋、KOKOON サツキ、東京ホテイソン、どんぐりパワーズ ネコニスズ、ねんねん（ひよしなかよし）、ミキ ミルクボーイ、四千頭身 |                                                                    |
| 3/13   | 中丸雄一（KAT-TUN） 千原ジュニア        | Yes!アキト、インディアンス、さきぽん ねんねん（ひよしなかよし）、ぺこぱ、ぼる塾 マヂカルラブリー、宮下草薙、ラパルフェ レッドガオ、わらふぢなるお |                                                                    |
| 3/20   | トラウデン直美 バカリズム               | EXIT、さらば青春の光、ハナコ 平子祐希（アルコ＆ピース）、くっきー!（野性爆弾）、ガリットチュウ福島善成 川谷修士（2丁拳銃）ラパルフェ、ラランド |                                                                    |
| 4/3    | 不在                                    | インパルス、永野、納言 東京ホテイソン、四千頭身、相席スタート ゆりやんレトリィバァ EXIT、ジャルジャル、とにかく明るい安村 | もう一度見たい爆笑ネタ！                                           |
| 4/10   | 不在                                    | ゆりやんレトリィバァ、ハナコ、かが屋 永野、ゾフィー、空気階段 サーフボードストレッチ、キレてる紫式部、おかしな野球部 | 記憶に残ったヤバいネタSP！                                         |
| 4/17   | 不在                                    | 柴田英嗣（アンタッチャブル）、さらば青春の光、うるとらブギーズ 見取り図、ファイヤーサンダー | 記憶に残るヤバいネタ総集編                                         |
| 4/24   | 不在                                    | ビビる大木、EXIT、四千頭身 きつね、ヒガシ逢ウサカ、はっぱ隊2019 かが屋、トムブラウン、ザ・マミィ GAG、金属バット、真空ジェシカ | 南原・陣内・増田貴久・伊集院光・スピードワゴン小沢の記憶に残るネタ |
| 5/1    | 不在                                    | 増田貴久（NEWS）＆アンタッチャブル柴田、四千頭身 空気階段、永野 | 記憶に残るネタSP                                                   |
| 5/8    | 不在                                    | エイトブリッジ、かが屋、ザ・マミィ ゾフィー、東京ホテイソン、ファイヤーサンダー | 記憶に残るヤバいネタSP                                             |
| 5/15   | 不在                                    | きつね、ゾフィー、プラスマイナス りんたろー。（EXIT)、四千後藤、草薙航基（宮下草薙） |                                                                    |
| 5/22   | 不在                                    | インディアンス、トムブラウン、納言 ザ・マミィ、ハナコ、レインボー RG | バーチャルで新作ネタ！                                             |
| 5/29   | バカリズム                              | <バーチャルネタ> うしろシティ、うるとらブギーズ、かが屋 東京ホテイソン、ニューヨーク、ぼる塾 四千頭身 <大喜利企画> 金子学（うしろシティ）、昴生（ミキ）、ショーゴ（東京ホテイソン）、田辺智加（ぼる塾） |                                                                    |
| 6/5    | 千原ジュニア                            | <VTRネタ披露芸人> アルコ＆ピース、EXIT、GAG 永野、ラランド、わらふぢなるお <大喜利企画> 兼近大樹（EXIT）、サーヤ（ラランド） 平子祐希（アルコ＆ピース）、福井俊太郎（GAG） |                                                                    |
| 6/12   | バカリズム                              | <VTRネタ披露芸人> インディアンス、エイトブリッジ、空気階段 Gパンパンダ、宮下草薙、レイザーラモンRG レインボー <大喜利企画> 池田直人（レインボー）、草薙航基（宮下草薙） 星野光樹（Gパンパンダ）、水川かたまり（空気階段） |                                                                    |
| 6/19   | 千原ジュニア                            | <VTRネタ披露芸人> アキラ100％、EXIT、かが屋 ザ・マミィ、真空ジェシカ、ぼる塾 四千頭身 <大喜利企画> くっきー！（野性爆弾）、後藤拓実（四千頭身） 松陰寺太勇（ぺこぱ）、田辺智加（ぼる塾） |                                                                    |
| 6/26   | 伊集院光                                | <VTRネタ披露芸人> アインシュタイン、アルコ＆ピース、Gパンパンダ ゾフィー、納言、ファイヤーサンダー 宮下草薙 <大喜利企画> 稲田直樹（アインシュタイン）、サイトウナオキ（ゾフィー） 永野、宮下草薙 |                                                                    |
| 7/3    | バカリズム                              | <VTRネタ披露芸人> インディアンス、ジェラードン、ダニエルズ ハナコ、プラス・マイナス、ラランド レインボー <大喜利企画> 狩野英孝、サーヤ（ラランド） 田渕章裕（インディアンス）、森田哲矢（さらば青春の光） |                                                                    |
| 7/10   | 友近                                    | <VTRネタ披露芸人> 相席スタート、EXIT、かが屋 永野、ゆりやんレトリィバァ、ラランド <ネタウォンクラス（梨泰院クラス パロディコント） 兼近大樹（EXIT）、後藤拓実（四千頭身） 酒井尚（ザ・マミィ）、田辺智加（ぼる塾）、ラランド <大喜利企画> サーヤ（ラランド）、薄幸（納言） 山﨑ケイ（相席スタート）、ゆりやんレトリィバァ                                                               |                                                                    |
| 7/17   | バカリズム、千原ジュニア                | <大喜利企画> 秋山寛貴（ハナコ）、草薙航基（宮下草薙）、後藤拓実（四千頭身） サーヤ（ラランド）、サイトウナオキ（ゾフィー） 田辺智加（ぼる塾）、田渕章裕（インディアンス）、福井俊太郎（GAG） |                                                                    |
| 7/24   | 小沢一敬                                | <VTRネタ披露芸人> 空気階段、コウテイ、GAG 東京ホテイソン、ハナコ、四千頭身 <ネタウォンクラス（梨泰院クラス パロディコント）> 兼近大樹（EXIT）、後藤拓実（四千頭身）、酒井尚（ザ・マミィ） 田辺智加（ぼる塾）、ラランド <バーチャル演技ダウト> 上田航平（ゾフィー）、岡部大（ハナコ） 賀屋壮也（かが屋）、りんたろー。（EXIT）                                                           |                                                                    |
| 7/31   | 千原ジュニア                            | <VTRネタ披露芸人> アルコ＆ピース、カミナリ、GAG そいつどいつ、納言 <ネタウォンクラス（梨泰院クラス パロディコント）> 兼近大樹（EXIT）、後藤拓実（四千頭身）、酒井尚（ザ・マミィ） サーヤ（ラランド）、田辺智加（ぼる塾） <大喜利企画> 石橋遼大（四千頭身）、ニシダ（ラランド） にしもと（ジェラードン）、福井俊太郎（GAG）                                                              |                                                                    |
| 8/7    | ビビる大木                              | <VTRネタ披露> インディアンス、うるとらブギーズ、金属バット ヒガシ逢ウサカ、宮下草薙、ランジャタイ レインボー <バーチャルリアクションダウト> 秋山寛貴（ハナコ）、ジャンボたかお（レインボー） 永野、八木崇（うるとらブギーズ） |                                                                    |
| 8/14   | バカリズム                              | <VTRネタ披露> からし蓮根、コウテイ、ザ・マミィ 永野、納言、ニッポンの社長 宮下草薙 <バーチャル大喜利> 亜生（ミキ）、桑原雅人（トット） 林田洋平（ザ・マミィ）、平子祐希（アルコ＆ピース） |                                                                    |
| 8/21   | 千原ジュニア                            | <VTRネタ披露> 蛙亭、サンシャイン、トット ミキ、四千頭身、ラニーノーズ ラランド <バーチャルニュースターパレード> あっしーa.k.a.ワンス、観音日和 宮戸フィルム（おミュータンツ）、ムラムラタムラ |                                                                    |
| 8/28   | バカリズム                              | <VTRネタ披露> アルコ＆ピース、囲碁将棋、GAG すゑひろがりず、ゾフィー、マヂカルラブリー <バーチャルリアクションダウト> サーヤ（ラランド）、野田クリスタル（マヂカルラブリー） 平子祐希（アルコ＆ピース）、福井俊太郎（GAG） |                                                                    |
| 9/4    | 飯塚悟志（東京03）                      | <VTRネタ披露> インディアンス、ハナコ、フタリシズカ ぼる塾、四千頭身、ラランド <ニュースターパレードバーチャル版> カントリーテール、栗谷悟史（カカロニ） 小林アナ、しゃかりき |                                                                    |
| 9/11   | 不在                                    | <スタジオ登場芸人> 秋山寛貴（ハナコ）、あんり（ぼる塾）、草薙航基（宮下草薙） 後藤拓実（四千頭身）、サーヤ（ラランド）、福井俊太郎（GAG） | 総集編                                                             |
| 9/18   | 石原さとみ バカリズム                   | <VTRネタ披露> インディアンス、クロスバー直撃、東京ホテイソン 、ハナコ、四千頭身、ラランド、ロングコートダディ <ニュースターパレード> ZAZY、西村ヒロチョ、プーケットマーケット、ゆーびーむ☆ |                                                                    |
| 10/9   | 中村アン バカリズム、伊集院光           | <VTRネタ披露> 赤もみじ、滝音、レイザーラモン <レベルアップパレード> 岩橋良昌（プラス・マイナス）、サイトウナオキ（ゾフィー）、別府ともひこ（エイトブリッジ） |                                                                    |
| 10/16  | 小島瑠璃子 バカリズム、伊集院光         | <VTRネタ披露> 納言、ニッポンの社長、ぼる塾 <レベルアップパレード> サーヤ（ラランド）、平子祐希（アルコ＆ピース） |                                                                    |
| 10/23  | 横浜流星 柴田英嗣（アンタッチャブル）   | <VTRネタ披露> ゼンモンキー、ゾフィー、TCクラクション 東京ホテイソン、ランジャタイ、レインボー、吉住 <バーチャルニュースターパレード> しらすのこうげき!、パルテノンモード マリーマリー、メイオール |                                                                    |
| 10/30  | 山本舞香 バカリズム                     | <VTRネタ披露> Aマッソ、空気階段、しゃかりき チェリー大作戦、トム・ブラウン、ママタルト、宮下草薙 <バーチャル大喜利> 岩倉美里（蛙亭）、加納（Aマッソ） 光ママ（しゃかりき）、檜原洋平（ママタルト） |                                                                    |
| 11/6   | 山之内すず 千原ジュニア                 | <VTRネタ披露> うるとらブギーズ、GAG、ジェラードン タモンズ、ファイヤーサンダー、四千頭身 <バーチャルニュースターパレード> アントワネット、シオマリアッチ ふぁのシャープ、ゆめまなこ |                                                                    |
| 11/20  | 山之内すず 千原ジュニア                 | <VTRネタ披露> アルコ＆ピース、エイトブリッジ、蛙亭 ザ・マミィ、納言、リンダカラー、令和喜多みな実 <バーチャルニュースターパレード> アフタヌーン、あっぱれ婦人会 駆け抜けて軽トラ、パーマ大佐 |                                                                    |
| 11/27  | 市川猿之助 千原ジュニア                 | <ネタ披露> きつね、ニッポンの社長、ニューヨーク ハナコ、宮下草薙、四千頭身 レインボー、ロングコートダディ <コラボネタ> アルコ＆ピース平子×パーパー、増田貴久×チェリー大作戦 永野×千原ジュニア <ギャグコレクション> 国崎和也（ランジャタイ）、しゃかりき、薄幸（納言） ゾフィー、田渕章裕（インディアンス）、ニューヨーク                                                                |                                                                    |
| 12/4   | 伊藤沙莉 千原ジュニア                   | <VTRネタ披露> インディアンス、Gパンパンダ、ゾフィー 永野、ぼる塾、見取り図、四千頭身 <バーチャル大喜利> 岡部大（ハナコ）、星野光樹（Gパンパンダ） 永野、盛山晋太郎（見取り図） |                                                                    |
| 12/11  | 足立梨花 小沢一敬                       | <スタジオ登場芸人> 岩倉美里（蛙亭）、久保田かずのぶ（とろサーモン）、後藤拓実（四千頭身） <VTR出演芸人> 大鶴肥満（ママタルト）、デン（リンダカラー）、新山（さや香） ぴろ（キュウ）、星野光樹（Gパンパンダ）、渡邊考平（クロスバー直撃） |                                                                    |
| 12/18  | 浜辺美波 千原ジュニア                   | <ネタ披露> アルコ＆ピース平子＆ザ・ギース、ダイタク 天竺鼠、東京ホテイソン、ラフレクラン、ラランド <バーチャル大喜利> 秋山寛貴（ハナコ）、岩倉美里（蛙亭） 川原克己（天竺鼠）、サーヤ（ラランド） |                                                                    |
| 12/25  | 朝日奈央 バカリズム                     | <ネタ披露> インディアンス、空気階段、ザ・マミィ GAG、ゾフィー、納言、ラランド <川柳企画> 水川かたまり（空気階段）、林田洋平（ザ・マミィ） 福井俊太郎（GAG）、薄幸（納言） |                                                                    |

#### 2021年
| 放送日 | ゲスト                                           | 出演芸人 | 出演芸人 | 備考                         |
| 放送日 | ゲスト                                           | ネタ披露 | コーナー | 備考                         |
| ------ | ------------------------------------------------ | --- | --- | ---------------------------- |
| 1/1    | 千原ジュニア バカリズム 広瀬アリス               | アルコ＆ピース、EXIT、スピードワゴン、永野、南原清隆×GAG、ニューヨーク、マヂカルラブリー、吉住、ロッチ                            | <特技パレード> Aマッソ、かが屋 賀屋、蛙亭 岩倉、ザ・マミィ 酒井、GAG 坂本・福井、宮下草薙、四千頭身 後藤・都築、ランジャタイ 国崎、ロングコートダディ <ネタパレNEW YEARグランプリ> Aマッソ、蛙亭、空気階段、コウテイ、ザ・マミィ、Gパンパンダ、ゾフィー、東京ホテイソン、納言、ニッポンの社長、宮下草薙、四千頭身、ラランド、ランジャタイ、令和ロマン、ロングコートダディ <ニュースターグランドチャンピオン大会> あっぱれ婦人会、アントワネット、観音日和、ギフト☆矢野、しゃかりき、ダーヨシ、ねんねん、パルテノンモード、やままん、ゆーびーむ☆、ラパルフェ |                              |
| 1/8    | 千原ジュニア バカリズム 広瀬アリス               | Aマッソ・加納、GAG・福井、ニッポンの社長・辻、宮下草薙・草薙、四千頭身・後藤、ランジャタイ・国崎                                  | <VTR出演者> アインシュタイン、かまいたち、ジャルジャル <お正月SP未公開> パルテノンモード、EXIT |                              |
| 1/15   | 小沢一敬 風間俊介                                | Aマッソ、キュウ、金属バット、ハナコ、ぼる塾、吉住、ランジャタイ                                                                   | <川柳パレード> あんり（ぼる塾）、岡部大（ハナコ）、加納（Aマッソ）、草薙航基（宮下草薙）、平子祐希（アルコ＆ピース）、吉住 |                              |
| 1/22   | バカリズム 藤田ニコル                            | 宮下草薙、カナメストーン、ジェラードン、新作のハーモニカ、そいつどいつ、土佐兄弟、ファイヤーサンダー                              | <ニュースターパレード> ウエスタンズ、ジーター、ドリルフィンフィンズ、ドンデコルテ |                              |
| 1/29   | 伊集院光 池田美優                                | 青色１号、おいでやすこが、賀屋壮也（かが屋）、衹園、錦鯉、ぼる塾、四千頭身                                                        | <川柳パレード> おいでやす小田、木﨑太郎（衹園）、清水誠（キュウ） 長谷川雅紀（錦鯉）、盛山晋太郎（見取り図） |                              |
| 2/5    | バカリズム 倉科カナ                              | 空気階段,GAG,土佐兄弟,パーパー,ヒコロヒー,見取り図,令和ロマン                                                                     | <バーチャル大喜利> 坂本純一（GAG）,土佐有輝（土佐兄弟）,ヒコロヒー,ほしのディスコ（パーパー） |                              |
| 2/12   | 千原ジュニア 小池栄子                            | キュウ、ダイヤモンド、ダーヨシ、Dr.ハインリッヒ、ハナコ、紅しょうが、宮下草薙                                                     | <ニュースターパレード> いおり、ウエスP、スクールゾーン、本多スイミングスクール |                              |
| 2/19   | 塙宣之 瀧本美織                                  | きつね、ザ・マミィ、さや香、永野、納言、やさしいズ、ランジャタイ                                                                  | <バーチャル大喜利> 酒井健太（アルコ＆ピース）、新山（さや香）、タイ（やさしいズ）、国崎和也（ランジャタイ） |                              |
| 2/26   | バカリズム 小池徹平                              | アルコ＆ピース,蛙亭,黒帯,バビロン、ヒコロヒー,四千頭身,ラランド                                                                   | <ニュースターパレード> 今井らいぱち,がじゅまる,トンコツポンコツ,横山天音 |                              |
| 3/5    | 千原ジュニア 生見愛瑠                            | オズワルド,キュウ,ジェラードン,レインボー                                                                                         | <特技パレード> アルコ＆ピース,蛙亭,ジェラードン,納言,ヒコロヒー、後藤拓実・都築拓紀（四千頭身）,レインボー,レイザーラモンRG |                              |
| 3/12   |                                                  | | <スタジオ出演芸人> 岩倉美里（蛙亭）,ヒコロヒー,薄幸（納言）,ゆーびーむ☆ <VTR出演芸人> かが屋,チョコレートプラネット,ミルクボーイ,和牛 <特技パレード未公開> アルコ＆ピース,ジャンボたかお（レインボー）,かみちぃ・海野裕二（ジェラードン） | 傑作ネタ＆かくし特技未公開SP |
| 3/19   | バカリズム 成田凌                                | EXIT,インディアンス,金属バット,金の国,ゾフィー,ハナコ                                                                             | <ニュースターパレード> 磯本五段,たぬきごはん,チンピラライスバーガー,ボーイフレンド |                              |
| 4/2    | 小沢一敬 西野七瀬                                | 空気階段,コウテイ,GAG,素敵じゃないか,宮下草薙,吉住,ランジャタイ                                                                   | <エピソードダウト> 兼近大樹(EXIT),鈴木もぐら(空気階段),下田真生(コウテイ),吉住 |                              |
| 4/9    | 千原ジュニア トラウデン直美                      | 衹園,ゼンモンキー,東京ホテイソン ビスケットブラザーズ,プラス・マイナス,丸山礼                                                     | <バーチャル大喜利> 衹園 木﨑,ゼンモンキー 荻野 ゾフィー 上田,ビスケットブラザーズ 原田 |                              |
| 4/16   | 岩井勇気 菅井友香                                | ザ・マミィ,さや香,納言・薄幸&ヒコロヒー,四千頭身                                                                                  | <ニュースターパレード> エスファイブ,ぎょねこ,スーパーサイズ・ミー,なにわスワンキーズ,ぴろしき,モシモシ |                              |
| 4/23   | 千原ジュニア 池田エライザ                        | サスペンダーズ,サノライブ,ショウショウ,世間知らズ,TOKYO COOL、ポポロクランク、モダンタイムス,守谷日和、ゆめちゃん、隣人、忘れる。 | サスペンダーズ,サノライブ,ショウショウ,世間知らズ,TOKYO COOL、ポポロクランク、モダンタイムス,守谷日和、ゆめちゃん、隣人、忘れる。 | ニュースターSP               |
| 4/30   | バカリズム 鷲見玲奈                              | アントワネット,吉住,ラランド,レイザーラモン                                                                                       | <ニュースターパレード> タッカーノ,チンピラライスバーガー,ネギゴリラ,ふぁのシャープ,放課後ハートビート,マッハスピード豪速球 |                              |
| 5/14   | バカリズム 伊藤淳史                              | うるとらブギーズ,GAG,そいつどいつ,トム・ブラウン,ゆりやんレトリィバァ                                                             | <ニュースターパレード> 化石コンパス,金の国,9番街レトロ,TOKYO COOL,まんざらでもねぇ |                              |
| 5/21   | 岩井勇気 永野芽郁                                | 相席スタート,アルコ＆ピース 平子&もう中学生,ニッポンの社長,ハナコ                                                                 | <ニュースターパレード> エスファイブ,すまいるJK,チェリー大作戦,ポポロクランク,ゆめちゃん |                              |
| 5/28   | 千原ジュニア 浮所飛貴（美 少年／ジャニーズJr．） | おいでやす小田&ゆりやんレトリィバァ,かが屋,錦鯉,ハリウッドザコシショウ                                                            | <ニュースターパレード> オドるキネマ,サスペンダーズ,シシガシラ,それもまた一興,TOKYO COOL |                              |
| 6/4    | バカリズム 内田篤人                              | コロコロチキチキペッパーズ,ゾフィー&吉住,ネルソンズ,レインボー                                                                    | <ニュースターパレード> キサラギ,TOKYO COOL,にたりひょん吉,ヤーレンズ |                              |
| 6/11   | 伊集院光 久間田琳加                              | オズワルド&空気階段,蛙亭,かが屋,3時のヒロイン                                                                                     | <ニュースターパレード> エスファイブ,こゝろ,人間横丁,みつあみ,隣人 |                              |
| 6/18   | 千原ジュニア 若槻千夏                            | 四千頭身,ザ・マミィ,東京ホテイソン                                                                                                | <セカンドブレイクパレード> ジョイマン,クールポコ。,藤崎マーケット,バンビーノ,ですよ。 |                              |
| 6/25   | ふかわりょう 山崎賢人                            | インディアンス,ゾフィー,四千頭身,ヒコロヒー&納言・薄幸                                                                            | <歌ネタパレード> がっつきたいか,お見送り芸人しんいち,スーパーメロディ,ゆめちゃん,にゃんこスター,エスファイブ |                              |
| 7/2    | 千原ジュニア 岸優太（king&prinoe）               | ラランド,キュウ,ジェラードン&ネルソンズ                                                                                           | <ワールドワイドパレード> くまだまさし,まんざらでもねぇ,磯本五段,ネルソンズ,キャツミ,TOKYO COOL,永野 |                              |
| 7/9    | バカリズム 滝沢カレン                            | TOKYO COOL,トンツカタン,ネイビーズアフロ,アルコ&ピース 平子&ゆってぃ                                                              | <ニュースターパレード> もも,サスペンダーズ,アイドル鳥越,キサラギ,カップルノテイ |                              |
| 7/16   | バカリズム 間宮祥太朗                            | 東京ホテイソン,ハナコ,わらふぢなるお,アルコ&ピース 平子&アクセルホッパー                                                          | <ニュースターパレード> さすらいラビー,迦爾,もも,サスペンダーズ,しんや |                              |
| 7/30   | 千原ジュニア ファーストサマーウイカ              | 土佐兄弟,そいつどいつ,アキナ,宮下草薙                                                                                             | <オーバーエイジパレード> ふとっちょ☆カウボーイ,ヒロカズ劇場,上本恋愛研究所,しゃばぞう,松尾アトム前派出所 |                              |
| 8/6    |                                                  | | <スタジオ出演芸人> アルコ&ピース 平子,シソンヌ じろう,土佐兄弟,レインボー ジャンボたかお <VTR出演> チョコンヌ,ナイツ,ロバート秋山 | 特別編                       |
| 8/13   | 小沢一敬 上白石萌歌                              | 相席スタート,パーパー,オドるキネマ,TOKYO COOL ,おとぎばなし,祇園,蛙亭&ザ・マミィ,エスファイブ                                     | |                              |
| 8/20   | 小沢一敬 朝日奈央                                | 島田秀平,わらふぢなるお,吉住,GAG,レインボー&ぼる塾,キュウ,ゆりやんレトリィバァ                                                    | |                              |
| 8/27   | バカリズム 小芝風花                              | 令和ロマン,ゾフィー,ザ・マミィ,うるとらブギーズ                                                                                   | <ニュースターパレード> アイドル鳥越,もも,さかざきまさき,月見峠,Groovy Rubbish,しんや |                              |
| 9/3    | 千原ジュニア 高畑充希                            | インディアンス,土佐兄弟,オズワルド,レイザーラモンRG&キンタロー。                                                                  | <モノマネパレード> ラパルフェ,ゆず姉withむらせ,ガリベンズ矢野,朝倉兄弟,TOKYO COOL |                              |
| 9/10   | バカリズム 峯岸みなみ                            | ラランド,ハナコ,蛙亭&ザ・マミィ,ジャンボたかお&福田麻貴                                                                           | <ニュースターパレード> さすらいラビー,いおり,なにわスワンキーズ,9番街レトロ,モシモシ |                              |
| 9/17   | 小峠英二 長濱ねる                                | 5GAP,流れ星,ゾフィー,そいつどいつ,トンツカタン,ぽんぽこ,守谷日和                                                                  | |                              |
| 9/24   | 千原ジュニア 山本舞香                            | カミナリ,アルコ&ピース 平子,永野,バーター少年団（ロバート山本&宮下草薙宮下&四千頭身石橋&納言安部&ラランドニシダ)                  | <ニュースターパレード> 忘れる。,サノライブ,ぴろしき,ふぁのシャープ,オドるキネマ |                              |
| 10/8   | バカリズム 志田未来                              | そいつどいつ,金の国,GAG,男性ブランコ                                                                                              | <ニュースターパレード> ジーター,シシガシラ,ゆめちゃん,タッカーノ,みつあみ |                              |
| 10/15  | 飯塚悟志 桜井日奈子                              | ハナコ,ネルソンズ,うるとらブギーズ,アルコ&ピース 平子                                                                             | <ニュースターパレード> 人間横丁,マッハスピード豪速球,にたりひょん吉,隣人,世間知らズ |                              |
| 10/22  | 千原ジュニア 森泉                                | 錦鯉,ゆりやんレトリィバァ,四千頭身,ジャンボたかお&福田麻貴                                                                        | <ニュースターパレード> アイドル鳥越,今井らいぱち,こゝろ,チェリー大作戦,トンコツポンコツ |                              |
| 10/29  | 千原ジュニア バカリズム 川栄李奈                 | | <ニュースターパレードグランドチャンピオンシップ> アイドル鳥越,エスファイブ,オドるキネマ,がっつきたいか,キサラギ,サスペンダーズ,しんや,世間知らズ,チンピラライスバーガー,TOKYO COOL,ネギゴリラ,松尾アトム前派出所,モシモシ,もも,ゆめちゃん <ユニットネタ披露> 陣内智則&ゆりやんレトリィバァ,永野&もう中学生,マヂカルラブリー&囲碁将棋,野性爆弾くっきー!&2丁拳銃川谷 |                              |
| 11/5   | 小沢一敬 秋元真夏                                | 相席スタート,オドるキネマ,かが屋,三四郎,トム・ブラウン,納言,ハナコ&ゼンモンキー,四千頭身                                          | |                              |
| 11/12  | 千原ジュニア 神田沙也加                          | アルコ&ピース平子,オジンオズボーン篠宮, オドるキネマ,きつね,GAG福井&囲碁将棋根建,TOKYO COOL,納言,ネルソンズ,ぽんぽこ              | |                              |
| 11/19  | バカリズム 山口紗弥加                            | 9番街レトロ,金の国,ザ・マミィ,Gパンパンダ,そいつどいつ,ゾフィー,トム・ブラウン                                                    | |                              |
| 11/26  | 大久保佳代子 葵わかな                            | 蛙亭,そいつどいつ,男性ブランコ,土佐兄弟,ネギゴリラ,ネルソンズ&やさしいズ,ランジャダイ                                             | |                              |
| 12/3   | 千原ジュニア 福原遥                              | キュウ,ZAZY,四千頭身 | <キャラネタパレード> アルコ&ピース平子,オジンオズボーン篠宮,オドるキネマ,きつね,そいつどいつ |                              |
| 12/10  | 小沢一敬 倖田來未                                | オドるキネマ,コロコロチキチキペッパーズ,ジクザグジギー,どぶろっく,もも                                                            | <キャラネタパレード> 相席スタート山添,TOKYO COOL,ぽんぽこ,ゆりやんレトリィバァ |                              |
| 12/17  | バカリズム 高橋ひかる                            | アキラ100%,金の国,ハリウッドザコシショウ,パンクブーブー,ゆりやんレトリィバァ,ライス,隣人                                          | |                              |

#### 2022年
| 放送日      | ゲスト                                       | 出演芸人 | 出演芸人 | 備考                                                    |
| 放送日      | ゲスト                                       | ネタ披露 | コーナー | 備考                                                    |
| ----------- | -------------------------------------------- | --- | --- | ------------------------------------------------------- |
| 1/1         | 千原ジュニア バカリズム きゃりーぱみゅぱみゅ | アンガールズ、COWCOW、スピードワゴン、バカリズム、ロッチ、南原清隆&ゾフィー、増田貴久&エスファイブ、くっきー!&2丁拳銃川谷修士、ハナコ&男性ブランコ            | <ネタパレNEW YEARグランプリ> うるとらブギーズ、オドるキネマ、かが屋、キュウ、金の国、コウテイ、ザ・マミィ、ゼンモンキー、そいつどいつ、TOKYO COOL、ネルソンズ、宮下草薙、四千頭身、ラランド、レインボー <増田貴久開運ロケ> 増田貴久、アルコ&ピース平子、インディアンス田渕、四千頭身後藤                |                                                         |
| 1/7         | 千原ジュニア バカリズム きゃりーぱみゅぱみゅ | アルコ&ピース、しずる、永野、ゆりやんレトリィバァ | <増田貴久開運ロケ 未公開> |                                                         |
| 1/14        | 千原ジュニア バカリズム きゃりーぱみゅぱみゅ | | <オープニングアクト> 錦鯉 <キャラネタパレード> エイトブリッジ、オジンオズボーン篠宮、サスペンダーズ、トンツカタン、納言、バビロン、ぽんぽこ |                                                         |
| 1/21        | 千原ジュニア 池田エライザ                    | オドるキネマ､真空ジェシカ、スパイク、ダウ90000モグライダー、ゆめちゃん、ランジャダイ、ロングコートダディ                                                      | |                                                         |
| 1/28        | 飯塚悟志 ゆうちゃみ                          | | <キャラネタパレード> 相席スタート山添、オジンオズボーン篠宮、きつね、金の国、スタンタップコーギー、TOKYO COOL、東京ホテイソン、ビスケットブラザーズ |                                                         |
| 2/4         | バカリズム 生駒里奈                          | | <キャラネタパレード> オジンオズボーン篠宮、オドるキネマ、ジェラードン、スパイク、トム・ブラウン、納言、ゆりやんレトリィバァ、ラニーノーズ、レインボー |                                                         |
| 2/11        |                                              | アインシュタイン、蛙亭&ザ・マミィ、3時のヒロイン福田&レインボージャンボたかお、ニューヨーク、ハナコ                                                           | <恋愛トーク企画> 相席スタート山崎ケイ、アルコ&ピース平子、納言薄幸､ヒコロヒー、レインボージャンボたかお |                                                         |
| 2/18        | バカリズム 生見愛瑠                          | | <キャラネタパレード> 相席スタート山添、オジンオズボーン篠宮、ジェラードン、そいつどいつ、ゾフィー、トム・ブラウン、ぽんぽこ&ほしのディスコ（パーパー）、ランジャダイ、山本博（ロバート） |                                                         |
| 2/25        | 小沢一敬 井上咲楽                            | | <キャラネタパレード> オジンオズボーン篠宮、きつね、コウテイ、ジェラードン、ダニエルズ、TOKYO COOL、トンツカタン、ネギゴリラ、ゆりやんレトリィバァ |                                                         |
| 3/4         | 小沢一敬 川島海荷                            | 相席スタート、オドるキネマ、GAG、真空ジェシカ、そいつどいつ、パーパー、ラパルフェ                                                                             | |                                                         |
| 3/11        | 小沢一敬 景井ひな                            | アルコ&ピース平子、オドるキネマ、ザ・マミィ、真空ジェシカ、どぶろっく、ハナコ、ヘンダーソン、もも                                                             | |                                                         |
| 3/18        | バカリズム 千原ジュニア 生田絵梨花           | 千原ジュニア×永野、レイザーラモンRG×テツandトモ、友近×ココリコ田中、南原清隆×増田貴久×ゾフィー                                                                | ＜キャラネタNo.1決定戦＞ 山添寛（相席スタート）、オジンオズボーン篠宮、きつね、サスペンダーズ、ジェラードン、ダニエルズ、トム・ブラウン、ネギゴリラ、ネルソンズ、ランジャタイ | 豪華コラボ＆キャラネタNO.1決定！70分SP (23:00 - 翌0:10) |
| 3/25        | 千原ジュニア バカリズム                      | ダウ90000 | ＜キャラネタパレード＞ 納言、ラニーノーズ、TOKYO COOL、スタンダップコーギー、オドるキネマ ＜青春トーク＞ 平子祐希（アルコ&ピース）、どぶろっく、岡部大（ハナコ） |                                                         |
| 4/1         | 堀未央奈 バカリズム 千原ジュニア             | | ＜キャラネタパレード＞ オジンオズボーン篠宮、ダニエルズ、アイドル鳥越、トム・ブラウン、ネルソンズ、ジェラードン、世間知らズ、TOKYO COOL |                                                         |
| 4/8         | バカリズム 千原ジュニア 堀田茜               | 東京ホテイソン、祇園、しゃもじ、からし蓮根、レインボー、金属バット、ランジャタイ                                                                              | |                                                         |
| 4/15        | バカリズム 千原ジュニア 北乃きい             | ダイヤモンド、金の国、ロングコートダディ、オドるキネマ、Gパンパンダ、お見送り芸人しんいち                                                                     | |                                                         |
| 4/22        | バカリズム 森川葵                            | 四千頭身、ネルソンズ、隣人、ゾフィー、しずる | ＜ニュースターパレード＞ 戦慄のピーカブー |                                                         |
| 4/29        | 千原ジュニア トリンドル玲奈 トリンドル瑠奈   | 納言、さや香、レインボー、オジンオズボーン篠宮、ジェラードン、お見送り芸人しんいち                                                                            | ＜ニュースターパレード＞ BPM128 |                                                         |
| 5/13        | 中岡創一 早見あかり                          | 宮下草薙、アタック西本×和田まんじゅう、アルコ＆ピース、セルライトスパ、わらふぢなるお、チュランペット                                                         | ＜ニュースターパレード＞ かけおち ＜アタックまんじゅう『なんでも可愛くしてあげちゃいます』＞ アタック西本×和田まんじゅう |                                                         |
| 5/20        | バカリズム 蓮佛美沙子                        | モグライダー、真空ジェシカ、かが屋、ネギゴリラ、オドるキネマ、かけおち、TOKYO COOL                                                                            | ＜ドラマの現場で使える掴みギャグ差し上げます！＞ TOKYO COOL ＜切ないショートコント＞ かが屋 |                                                         |
| 5/27        | 塚地武雅 鷲見玲奈                            | ハナコ、トンツカタン、まんじゅう大帝国、なにわスワンキーズ、オジンオズボーン篠宮                                                                              | ＜ニュースターパレード＞ アケガラス、独唱の塔天、カカロニ |                                                         |
| 6/10        | 千原ジュニア 飯田里穂                        | 隣人、ゼンモンキー、金の国、アキナ、GAG | ＜ニュースターパレード＞ パーティーパーティー、色彩わんだー、新鮮なたまご ＜細い有名人に5秒で変身できます＞ GAG |                                                         |
| 6/17        | ジェシー（SixTONES) 千原ジュニア             | アルコ＆ピース、ぱーてぃーちゃん、ハナコ＆金の国、モグライダー、ネルソンズ、レインボー、友近＆バッファロー吾郎A、オジンオズボーン篠宮×大林素子                | |                                                         |
| 6/24        | バカリズム 土屋太鳳                          | エルフ、アタックまんじゅう(ジェラードン西本×ネルソンズ和田)、流れ星☆、ゾフィー、パーパー、KISEKI(蛙亭×ザ・マミィ）、ランジャタイ、マネマネマネー×原口あきまさ | |                                                         |
| 7/1         | 岩本照（Snow Man） 塚地武雅                  | 3秒風呂（なだぎ武×ハリウッドザコシショウ×次長課長河本）、きつね＆トム・ブラウン、マネマネマネー×JP四千頭身、真空ジェシカ、ダニエルズ、ゆりやんレトリィバァ    | |                                                         |
| 7/15        | バカリズム 白石麻衣                          | 納言、はいチーズ（ラランド＆わらふぢなるお＆ゾフィー）、オジンオズボーン篠宮、ジェラードン、団地消しゴム（チャンス大城＆次長課長河本＆はんにゃ金田）          | ＜ニュースターパレード＞ 翠星チークダンス、ダブルアート、はっぴちゃん。 |                                                         |
| 7/22        | 長濱ねる 千原ジュニア                        | ぱーてぃーちゃん、GAG、東京ホテイソン、ダイヤモンド、カミナリ、メトロンズ（しずる×サルゴリラ×ライス）、ゆりやんレトリィバァ                                   | |                                                         |
| 7/29        | 道枝駿佑（なにわ男子） 濱口優（よゐこ）      | 男性ブランコ、GAG、ジェラードン、どぶろっく、メトロンズ（しずる×サルゴリラ×ライス）                                                                           | ＜ニュースターパレード＞ 杵渕はな、パンプキンポテトフライ |                                                         |
| 8/5         | 岩井勇気（ハライチ） 村重杏奈                | ストレッチーズ、ハナコ、ネルソンズ、アルコ＆ピース NAVENGERS（金の国×Gパンパンダ星野×ファイヤーサンダーこてつ×ゼンモンキー荻野）                              | ＜ニュースターパレード＞ おちもり、こたけ正義感、YELLOWww | 当初は7月8日に放送する予定であった。                    |
| 8/12        | 瀧本美織 千原ジュニア                        | コウテイ、ネルソンズ、ダウ90000、トンツカタン、ゆめちゃん | ＜右かな？左かな？ どっちがひょと子クイズ＞ オジンオズボーン篠宮 |                                                         |
| 8/19        | バカリズム 中川翔子                          | オジンオズボーン篠宮、人間横丁、そいつどいつ、ヤーレンズ、コウテイ、アルコ＆ピース                                                                            | ＜ニュースターパレード＞ コロウカン、らびっとビーチ、オドるキネマ |                                                         |
| 8/26        | バカリズム 朝倉海                            | フースーヤ、GAG、トム・ブラウン、サスペンダーズ、お見送り芸人しんいち                                                                                         | ＜ニュースターパレード＞ 三日月マンハッタン ＜右かな？左かな？ どっちがひょと子クイズ＞ オジンオズボーン篠宮 |                                                         |
| 9/2         | 千原ジュニア 神宮寺勇太 (King&Prince)        | 綱走3秒風呂(次長課長河本×なだぎ武×ハリウッドザコシショウ)、ぱーてぃーちゃん、納言、モグライダー、オドるキネマ、はいチーズ（ラランド×わらふぢなるお×ゾフィー） | ＜右かな？左かな？ どっちがひょと子クイズ＞ オジンオズボーン篠宮 |                                                         |
| 9/9         | 岡田圭右（ますだおかだ） 那須川天心          | ぱーてぃーちゃん、紅しょうが、ランジャタイ、YELLOWww、インポッシブル、空を見る空（次長課長 河本×とにかく明るい安村×チャンス大城）                             | ＜右かな？左かな？ どっちがひょと子クイズ＞ オジンオズボーン篠宮 |                                                         |
| 9/16        | 千原ジュニア 大友花恋                        | 東京ホテイソン、ネルソンズ、きつね、パンプキンポテトフライ、カカロニ、                                                                                        | ＜右かな？左かな？ どっちがひょと子クイズ＞ オジンオズボーン篠宮 |                                                         |
| 9/24 (Sat)  |                                              | | ＜2022年上半期 配信視聴回数TOP7＞ | 総集編/30分遅延(翌0:10-0:40)                            |
| 9/30        | バカリズム 峯岸みなみ                        | ぱーてぃーちゃん、かが屋、キュウ、ニッポンの社長、ゆめちゃん                                                                                                  | ＜ニュースターパレード＞ スパイシーガーリック、マイアミバスケットボールクラブ ＜右かな？左かな？ どっちがひょと子クイズ＞ オジンオズボーン篠宮 |                                                         |
| 10/15 (Sat) | 小沢一敬（スピードワゴン） 内田理央          | 宮下草薙、金の国、ミキ、ジェラードン、コウテイ、しずる | ＜ニュースターパレード＞ ミスター大冒険。、スタミナパン | 60分遅延(翌0:40-1:30)                                   |
| 10/21       | 千原ジュニア 福岡みなみ                      | なすなかにし、流れ星☆、かもめんたる、ライス、2丁拳銃、どぶろっく                                                                                              | ＜ニュースターパレード＞ アモーン、あぁ〜しらき |                                                         |
| 10/28       | 岩井勇気（ハライチ） 小芝風花                | ビスケットブラザーズ、ぱーてぃーちゃん、クロコップ、大宮2（マヂカルラブリー×囲碁将棋）、や団、カベポスター、インポッシブル                                    | |                                                         |
| 11/4        | バカリズム 岸優太（King & Prince）           | モグライダー、金の国、トム・ブラウン、いぬ、ゾフィー、タイムマシーン3号                                                                                       | ＜右かな？左かな？ どっちがひょと子クイズ＞ オジンオズボーン篠宮 |                                                         |
| 11/11       | バカリズム 生見愛瑠                          | パンプキンポテトフライ、チュランペット、キュウ、金の国、アルコ＆ピース、オジンオズボーン篠宮                                                                  | ＜ニュースターパレード＞ いろはラムネ、ちゃんぴおんず |                                                         |
| 11/18       | 千原ジュニア 大西流星（なにわ男子）          | | ＜ものまねネタSP＞ モリタク!×河口こうへい、ガリベンズ矢野、今井らいぱち、レッツゴーよしまさ、太田プロものまねユニット（小出真保×むらせ×高田千尋）、ハリウッドザコシショウ ＜モノマネニュースターパレード＞ シロクマズ、ソマオ・ミートボール ＜本日のおかわりネタ＞ ソマオ・ミートボール、ガリベンズ矢野 |                                                         |
| 11/25       | 岡田圭右 井桁弘恵                            | オドるキネマ、ダウ90000、ミスター大冒険。、トンツカタン、ぱーてぃーちゃん、ランジャタイ                                                                       | ＜ニュースターパレード＞ CRAZY COCO、リンダカラー∞ |                                                         |
| 12/2        | バカリズム 滝沢カレン                        | パンプキンポテトフライ、納言、かが屋、TCクラクション、三四郎、や団                                                                                            | ＜ニュースターパレード＞ エバース、ケビンス |                                                         |
| 12/9        | 飯塚悟志 佐藤栞里                            | ぱーてぃーちゃん、わらふぢなるお、ストレッチーズ、ジェラードン、カミナリ、かもめんたる、ZAZY                                                                  | |                                                         |
| 12/16       | 千原ジュニア 石川恋                          | チュランペット、ゾフィーネルソンズ、ラランド、オジンオズボーン篠宮、インポッシブル、レインボー                                                                | |                                                         |
| 12/23       |                                              | | 2022年 傑作コラボネタSP（傑作選） |                                                         |

#### 2023年
| 放送日 | ゲスト                                           | 出演芸人 | 出演芸人 | 備考   |
| 放送日 | ゲスト                                           | ネタ披露 | コーナー | 備考   |
| ------ | ------------------------------------------------ | --- | --- | ------ |
| 1/1    | 千原ジュニア バカリズム 生田絵梨花               | アンガールズ、スピードワゴン、ロッチ、バカリズム ハナコ×かが屋、はいチーズ（ゾフィー・わらふぢなるお・ラランド）、千原ジュニア、ダチョウ倶楽部×TOKYO COOL、ぺこぱ、ネルソンズ、ザ・マミィ、どぶろっく、ヒコロヒー、アルコ＆ピース、四千頭身 | ＜オープニング＞ 大林ひょと子×増田貴久 ＜南原支配人コント「大御所歌手 東條」＞ 南原清隆（ウッチャンナンチャン）ほか <ネタパレNEW YEARグランプリ> モグライダー 、ダウ90000 、ストレッチーズ、チュランペット、ぱーてぃーちゃん 、キュウ、パンプキンポテトフライ 、ランジャタイ、金の国、トンツカタン |        |
| 1/6    | 千原ジュニア バカリズム 生田絵梨花               | スピードワゴン（再）、ロッチ（再）、どぶろっく（再）、ゆりやんレトリィバァ | ＜南原支配人コント「大御所歌手 東條」＞ 南原清隆（ウッチャンナンチャン）ほか |        |
| 1/13   | 千原ジュニア バカリズム 生田絵梨花               | | ＜超豪華コラボネタ傑作選＞ はいチーズ（ゾフィー・わらふぢなるお・ラランド）、千原ジュニア、ハナコ×かが屋 ＜まっすープロデュース！ 新衣装プロジェクト＞ 増田貴久、ぱーてぃーちゃん、ランジャタイ |        |
| 1/20   | バカリズム 宇野実彩子                            | パンプキンポテトフライ、ヤーレンズ、や団、ぱーてぃーちゃん、ななまがり、ネイビーズアフロ、金の国 | |        |
| 1/27   | 塚地武雅 南沙良                                  | ストレッチーズ、トンツカタン、キュウ、チュランペット、ハナコ、ダイヤモンド、ゾフィー | |        |
| 2/3    | 千原ジュニア 北村匠海 中川大志                   | | ＜ニュースター勝ち抜きパレード＞ CRAZY COCO、青色1号、ダブルアート、 アイドル鳥越、シンクロニシティ、ちゃんぴおんず、エスファイブ、 リンダカラー∞、スパイシーガーリック、翠星チークダンス |        |
| 2/10   | バカリズム 北川景子                              | トム・ブラウン、ラランド、カカロニ、TCクラクション、や団 | ＜ニュースター勝ち抜きパレード＞ 青色1号、ハイツ友の会、センチネル |        |
| 2/17   | 飯塚悟志 中島裕翔（Hey! Say! JUMP）              | トンツカタン、金の国、真空ジェシカ、アルコ＆ピース、納言 | ＜ニュースター勝ち抜きパレード＞ 青色1号、ぴろしき、カゲヤマ |        |
| 2/24   | 千原ジュニア 高橋恭平（なにわ男子）              | オジンオズボーン篠宮、オドるキネマ、ゾフィー、インポッシブル、ウエストランド | ＜ニュースター勝ち抜きパレード＞ あぁ～しらき、雨傘、ぴろしき |        |
| 3/3    | バカリズム ゆうちゃみ                            | ナベンジャーズ（金の国・ゼンモンキー・ファイヤーサンダー・Gパンパンダ）、東京ホテイソン、や団、ランジャタイ | ＜ニュースター勝ち抜きパレード＞ 清川雄司、ぴろしき、御華坊 |        |
| 3/10   | 小沢一敬 齊藤京子（日向坂46）                    | ぱーてぃーちゃん、金の国、モグライダー、トンツカタン×オジンオズボーン篠宮 | ＜ニュースター勝ち抜きパレード＞ バッテリィズ、ぴろしき、牛ペペ |        |
| 3/17   | 千原ジュニア 深澤辰哉（Snow Man）                | ななまがり、レインボー、錦鯉、次長課長 河本×レギュラー 松本×チャンス大城 | ＜ニュースター勝ち抜きパレード＞ ぴろしき、オーサカクレオパトラ、cacao |        |
| 3/24   |                                                  | | ＜コラボネタ 傑作選＞ みゆきロヒー、もう中＆ピース、おいでやすレトリィバァ、蟹、アタックまんじゅう、はいチーズ |        |
| 3/31   | 千原ジュニア 奈緒 インフルエンサー25名           | オジンオズボーン篠宮、はいチーズ（ラランド×わらふぢなるお×ゾフィー）、トンツカタン×あぁ～しらき、陣内智則×ゆりやんレトリィバァ、南原清隆×増田貴久×金の国                                                                                    | ＜ショートバズネタパレード＞ アイドル鳥越、パンプキンポテトフライ、ぴろしき、ラランド・ニシダ、ネルソンズ、ちゃんぴおんず、トンツカタン・お抹茶、キュウ、青色1号、トム・ブラウン、ぱーてぃーちゃん、オジンオズボーン篠宮×好井まさお、リンダカラー∞、や団、あぁ～しらき                             | 70分SP |
| 4/7    | バカリズム 神田愛花                              | トム・ブラウン、アルコ＆ピース、天才ピアニスト、や団 | ＜ニュースター勝ち抜きパレード＞ 足腰げんき教室、生ファラオ、cacao |        |
| 4/14   | バカリズム 佐々木久美（日向坂46）                | 田津原理音、や団、ゾフィー、ランジャタイ | ＜ニュースター勝ち抜きパレード＞ レッドガオ、cacao、きっと君はくるさ |        |
| 4/21   | 千原ジュニア 本郷奏多                            | ウエストランド、金の国、コロコロチキチキペッパーズ、メトロンズ（しずる×ライス×サルゴリラ） | ＜ニュースター勝ち抜きパレード＞ cacao、カゲヤマ、江戸川ジャンクジャンク |        |
| 4/28   | 岡田圭右（ますだおかだ） 西野七瀬                | 天才ピアニスト、ラバーガール、ジェラードン、ヒコロヒー | ＜ニュースター勝ち抜きパレード＞ cacao、江戸マリー、マイアミバスケットボールクラブ |        |
| 5/12   | バカリズム 島崎遥香                              | インディアンス、ラブレターズ、cacao、ニッポンの社長、どぶろっく | ＜ニュースター勝ち抜きパレード＞ 猫怪獣、同期の休日、豆鉄砲 |        |
| 5/19   | 小沢一敬（スピードワゴン） 白石麻衣              | かが屋、ぱーてぃーちゃん、四千頭身、ななまがり | ＜ニュースター勝ち抜きパレード＞ オタサーのヒメ、千年ぶり、同期の休日 |        |
| 5/26   | 千原ジュニア 秋元真夏                            | ハナコ、プラスマイナス、蛙亭、ザ・マミィ | ＜ニュースター勝ち抜きパレード＞ シンクロニシティ 、鬼ぷりん、同期の休日 |        |
| 6/2    | バカリズム 桜井ユキ                              | 東京ホテイソン、コットン・きょん、や団、超新塾 | ＜ニュースター勝ち抜きパレード＞ ぶったま、青色1号、同期の休日 |        |
| 6/9    | 千原ジュニア 高良健吾                            | 納言、cacao、金の国、レインボー | ＜ニュースター勝ち抜きパレード＞ 四兆、ぶったま、リンダカラー∞ |        |
| 6/16   | 岡田圭右（ますだおかだ） 森川葵                  | アイドル鳥越、ゼンモンキー、大谷健太、ネルソンズ | ＜ニュースター勝ち抜きパレード＞ ぶったま、鉛筆ドリル、イヌコネクション |        |
| 6/23   | バカリズム 清水尋也 今田美桜                     | アイドル鳥越×ウエストランド井口、Gパンパンダ、や団、ランジャタイ | ＜ニュースター勝ち抜きパレード＞ 春とヒコーキ、イヌコネクション、おとぎばなし |        |
| 6/30   | 岩井勇気(ハライチ) 松田元太(Travis Japan)        | インポッシブル、ジェラードン、トム・ブラウン、マシンガンズ | ＜ニュースター勝ち抜きパレード> イヌコネクション、ダダダダン、スタミナパン |        |
| 7/7    | 千原ジュニア 奥森皐月                            | ウエストランド、三四郎、オジンオズボーン篠宮、はいチーズ(ゾフィー×ラランド×わらふぢなるお) | ＜ニュースター勝ち抜きパレード＞ ツンツクツン万博、ダダダダン、サノライブ |        |
| 7/14   | バカリズム 岡本圭人                              | ダウ90000、金属バット、GAG、ストレッチーズ | ＜ニュースター勝ち抜きパレード＞ 鬼としみちゃむ、グータン森山、ツンツクツン万博 |        |
| 7/21   | 塚地武雅 中尾明慶                                | ハナコ、トンツカタン、や団、ジェラードン | ＜ニュースター勝ち抜きパレード＞ ツンツクツン万博、四天王、キャプテンバイソン |        |
| 7/28   | 千原ジュニア 仁村紗和                            | 大谷健太、紅しょうが、金の国、アルコ＆ピース | ＜ニュースター勝ち抜きパレード＞ ハリード、ツンツクツン万博、えびしゃ |        |
| 8/4    | バカリズム ハシヤスメ・アツコ                    | きつね、ニッポンの社長、cacao、オジンオズボーン篠宮＆トンツカタン | ＜ニュースター勝ち抜きパレード＞ おなご、えびしゃ、スナフキンズ |        |
| 8/11   | 小沢一敬 勝地涼                                  | ハナコ、キュウ、レインボー、ラランド | ＜ニュースター勝ち抜きパレード＞ ハマノとヘンミ、えびしゃ、モシモシ |        |
| 8/18   | 千原ジュニア 永瀬莉子                            | ミキ、ゼンモンキー、ダウ90000、ななまがり | ＜ニュースター勝ち抜きパレード＞ モシモシ、あっぱれ婦人会、ミックストマトジュース |        |
| 8/25   |                                                  | ＜夏の恋愛ネタSP＞ アイドル鳥越×パーマ大佐、ネルソンズ、ジェラードン、レインボー、チュランペット、はいチーズ | ＜スタジオゲスト＞ アイドル鳥越、きつね、パーマ大佐、ラランド |        |
| 9/1    | バカリズム 村重杏奈                              | はいチーズ(ゾフィー×ラランド×わらふぢなるお)、や団、モリタク！＆河口こうへい、ギャロップ | ＜ニュースター勝ち抜きパレード＞ センリーズ、アリオス、モシモシ |        |
| 9/8    | 岡田圭右(ますだおかだ) 葵わかな                  | マユリカ、金の国、GAG、東京ホテイソン | ＜ニュースター勝ち抜きパレード＞ マグリット、江戸ベルト、モシモシ |        |
| 9/15   | 千原ジュニア 森七菜                              | ぱーてぃーちゃん、なすなかにし、囲碁将棋、ネルソンズ | ＜ニュースター勝ち抜きパレード＞ 山椒魚、群青団地、モシモシ |        |
| 9/22   | 小沢一敬(スピードワゴン) 池田美優                | モシモシ、蛙亭、ラブレターズ、みなみかわ | ＜ニュースター勝ち抜きパレード＞ ラビットラ、フランスピアノ、真輝志 |        |
| 9/29   | バカリズム 山本舞香                              | ランジャタイ、インポッシブル、レインボー、5GAP | ＜ニュースター勝ち抜きパレード＞ ラビットラ、こじらせハスキー、ジャックポット |        |
| 10/6   | バカリズム 宮近海斗・松倉海斗(Travis Japan)      | ウエストランド、トット、やさしいズ、ラバーガール | ＜ニュースター勝ち抜きパレード＞ BPM128、バンくん、ラビットラ |        |
| 10/13  | バカリズム アイナ・ジ・エンド 松村北斗(SixTONES) | からし蓮根、ゾフィー、ヤーレンズ、や団 | ＜ニュースター勝ち抜きパレード＞ ももグミ、美魔女、BPM128 |        |
| 10/20  | 塚地武雅 近藤千尋                                | コロコロチキチキペッパーズ、隣人、TCクラクション、トム・ブラウン | ＜ニュースター勝ち抜きパレード＞ BPM128、ポテトカレッジ、おーしゃんず |        |
| 10/27  | 千原ジュニア 北乃きい                            | 金の国、トンツカタン、モシモシ、ラランド | ＜ニュースター勝ち抜きパレード＞ おーしゃんず、魔族、リップグリップ |        |
| 11/3   | バカリズム オダギリジョー                        | アインシュタイン、ダウ90000、ニッポンの社長、や団 | ＜ニュースター勝ち抜きパレード＞ リップグリップ、しゃばぞう、シカゴ実業 |        |
| 11/10  | 飯塚悟志 八木莉可子                              | 三四郎、5GAP、モシモシ、隣人 | ＜ニュースター勝ち抜きパレード＞ 金澤TKCファクトリー、シカゴ実業、シティホテル3号室 |        |
| 11/17  | 千原ジュニア 二階堂ふみ                          | レイザーラモンRG×キンタロー。、インポッシブル、ゾフィー、チャンス大城 | ＜ニュースター勝ち抜きパレード＞ みたらし祭り、スカチャン、シカゴ実業 |        |
| 11/24  | バカリズム ゆうちゃみ                            | アルコ&ピース、サルゴリラ、ヤーレンズ、や団 | ＜ニュースター勝ち抜きパレード＞ 駆け抜けて軽トラ、スカチャン、ビックシカゴ |        |
| 12/1   | 岩井勇気 ほのか                                  | カゲヤマ、タイムマシーン3号、流れ星☆、ネルソンズ | ＜ニュースター勝ち抜きパレード＞ 家族チャーハン、トワイライト渚、スカチャン |        |
| 12/8   | 千原ジュニア 莉子                                | 5GAP、メトロンズ（サルゴリラ×しずる×ライス）、モシモシ、ラブレターズ | ＜ニュースター勝ち抜きパレード＞ うるとらブギーズ八木、喫茶ムーン、家族チャーハン |        |
| 12/15  | バカリズム みりちゃむ                            | インポッシブル、トンツカタン、ニッポンの社長、や団 | ＜ニュースター勝ち抜きパレード＞ 家族チャーハン、都トム、ミスター大冒険。 |        |
| 12/22  |                                                  | | 2023年ブレイク芸人SP |        |

#### 2024年
| 放送日 | ゲスト                                   | 出演芸人 | 出演芸人 | 備考   |
| 放送日 | ゲスト                                   | ネタ披露 | コーナー | 備考   |
| ------ | ---------------------------------------- | --- | --- | ------ |
| 1/1    | 千原ジュニア バカリズム 森カンナ 橋本愛  | アルコ&ピース、チョコレートプラネット、ナイツ、バイきんぐ、ハナコ×ファイヤーサンダー、ロッチ、南原清隆×はいチーズ（ゾフィー、わらふぢなるお、ラランド）、陣内智則×ゆりやんレトリィバァ、千原ジュニア×永野 | ＜NEW YEARチャレンジパレード＞ インポッシブル、cacao、キュウ、サスペンダーズ、ゼンモンキー、ダウ90000、TCクラクション、土佐兄弟、トンツカタン、モシモシ、や団、隣人 ＜NEW YEARグランドチャンピオンシップ＞ 青色1号、オーサカクレオパトラ、おなご、家族チャーハン、清川雄司、スタミナパン、ちゃんぴんず、ツンツクツン万博、同期の休日、ぴろしき、ぶったま、魔族、豆鉄砲、みたらし祭り、リンダカラー∞ |        |
| 1/5    | 千原ジュニア バカリズム 森カンナ 橋本愛  | アルコ&ピース、チョコレートプラネット、ナイツ、バイきんぐ、ロッチ | |        |
| 1/12   | 千原ジュニア バカリズム 森カンナ 橋本愛  | | ＜超豪華コラボネタ傑作選＞ 南原清隆×はいチーズ（ゾフィー、わらふぢなるお、ラランド）（再）、陣内智則×ゆりやんレトリィバァ（再）、増田貴久×や団（再）、千原ジュニア×永野（再） |        |
| 1/19   | 小沢一敬 瀬戸康史                        | カゲヤマ、9番街レトロ、こたけ正義感、さすらいラビー、ダウ90000、ハイツ友の会、パンプキンポテトフライ | |        |
| 1/26   | 千原ジュニア 山田涼介（Hey! Say! JUMP）  | サルゴリラ、ジェラードン、東京ホテイソン、トンツカタン、納言、モシモシ、レインボー | |        |
| 2/2    | バカリズム 見上愛                        | ヤーレンズ、や団、モシモシ | ＜チャレンジパレード＞ トム・ブラウン、納言、ななまがり |        |
| 2/9    | 千原ジュニア 武田真治                    | シシガシラ、ちゃんぴおんず、ネルソンズ | ＜チャレンジパレード＞ きつね、サスペンダーズ、わらふぢなるお |        |
| 2/16   | 岡田圭右 斎藤工                          | カゲヤマ、Ｇパンパンダ、ダウ90000、5GAP | ＜ニュースター勝ち抜きパレード＞ 家族チャーハン、十九人、ソマオ・ミートボール |        |
| 2/23   | バカリズム 谷まりあ                      | エルフ、カゲヤマ、真空ジェシカ、トム・ブラウン | ＜ニュースター勝ち抜きパレード＞ 家族チャーハン、ナユタ、ペ |        |
| 3/1    | 塚地武雅 志尊淳                          | ダンビラムーチョ、モシモシ、レインボー | ＜チャレンジパレード＞ 東京ホテイソン、土佐兄弟、や団 |        |
| 3/8    | 千原ジュニア 奈緒                        | かが屋、コロコロチキチキペッパーズ、チャンス大城、フースーヤ、ぺこぱ | ＜超えてけ！30秒トークリレー！＞ 賀屋壮也（かが屋）、ナダル（コロコロチキチキペッパーズ）、チャンス大城、シュウペイ（ぺこぱ） |        |
| 3/15   | 岡田圭右 松本若菜                        | 家族チャーハン、や団、ランジャタイ | ＜チャレンジパレード＞ 蛙亭、キュウ、5GAP |        |
| 3/22   | 千原ジュニア 田中美久                    | アルコ&ピース、ウエストランド、タイムマシーン3号、ちゃんぴんず、トンツカタン | ＜超えてけ！30秒トークリレー！＞ 平子祐希（アルコ&ピース）、井口浩之（ウエストランド）、関太（タイムマシーン3号）、長崎一おもしろい大崎（ちゃんぴんず） |        |
| 3/29   |                                          | アイドル鳥越×井口浩之（ウエストランド）、アインシュタイン、カゲヤマ、ジェラードン、なすなかにし、ヒコロヒー、ヤーレンズ                                                                                   | TVer配信数ランキング |        |
| 4/5    | バカリズム 篠原涼子                      | インポッシブル、ネルソンズ、モシモシ、わらふぢなるお | ＜ニュースター勝ち抜きパレード＞ なでなでボーイ、破壊ありがとう、秘蔵 |        |
| 4/12   | バカリズム 芳根京子                      | ダウ90000、トム・ブラウン、街裏ぴんく、ラブレターズ | ＜新ニュースターパレード＞ 大阪男塾、ボブスレー黒岡、らくちんペクチン |        |
| 4/19   | 塚地武雅 中川大志                        | インポッシブル、家族チャーハン、や団 | ＜チャレンジパレード＞ すゑひろがりず、ちゃんぴんず×口笛なるお(わらふぢなるお)、四千頭身 |        |
| 4/26   | 千原ジュニア 桜田ひより                  | RG（レイザーラモン）×ウエストランド×アイドル鳥越×パーマ大佐、囲碁将棋、ヤーレンズ、ルシファー吉岡 | ＜超えてけ！30秒トークリレー！＞ RG（レイザーラモン）、井口浩之（ウエストランド）、根建太一（囲碁将棋）、出井隼之介（ヤーレンズ） |        |
| 5/10   | バカリズム 高山一実                      | 囲碁将棋、東京ホテイソン、ラブレターズ | ＜チャレンジパレード＞ 土佐兄弟、流れ星☆、モシモシ |        |
| 5/17   | 井戸田潤 蒔田彩珠                        | 上田航平、家族チャーハン、どぶろっく、トム・ブラウン | ＜新ニュースターパレード＞ ボートヨットカヌー、まいあんつ、夜歩き |        |
| 5/24   | 千原ジュニア 髙橋海人（King & Prince）   | タイムマシーン3号、ちゅうえい（流れ星☆）、ハンジロウ、5GAP | ＜超えてけ！30秒トークリレー！＞ 関太（タイムマシーン3号）、ちゅうえい（流れ星☆）、しゅうごパーク（ハンジロウ）、クボケン（5GAP） |        |
| 5/31   | バカリズム 仁村紗和                      | 大谷健太、金属バット、Gパンパンダ、モシモシ | ＜新ニュースターパレード＞ 牛ペペ、伝書鳩、フランスピアノ |        |
| 6/7    | 岩井勇気 藤本美貴                        | 家族チャーハン、金の国、ちゃんぴおんず | ＜新ニュースター勝ち抜きパレード＞ 牛ペペ、破壊ありがとう、ボートヨットカヌー、らくちんペクチン |        |
| 6/14   | 千原ジュニア ゆうちゃみ                  | インディアンス、インポッシブル、マシンガンズ、ママタルト | ＜超えてけ！30秒トークリレー！＞ 田渕章裕（インディアンス）、ひるちゃん（インポッシブル）、西堀亮（マシンガンズ）、大鶴肥満（ママタルト） |        |
| 6/21   | 大久保佳代子 木南晴夏                    | ガクテンソク、東京ホテイソン、トンツカタン、ヒコロヒー | ＜超えてけ！30秒トークリレー！＞ 奥田修二（ガクテンソク）、ショーゴ（東京ホテイソン）、森本晋太郎（トンツカタン）、ヒコロヒー |        |
| 6/28   | 千原ジュニア 京本大我（SixTONES）        | | ＜チャレンジパレード＞ カゲヤマ、もう中学生、ランジャタイ ＜新ニュースターパレード＞ ゲラゲラ星人、ショートガールズ、夜歩き |        |
| 7/5    | バカリズム あの                          | インポッシブル、ミキ、や団、吉住 | ＜新ニュースターパレード＞ 高校ズ、ナチョス。、ペ |        |
| 7/12   | 飯塚悟志 田鍋梨々花                      | | ＜ニュースターパレードSP＞ エクソシストまーくん、大阪男塾、サルベース、ツーライス、DOG FOOD PARTY、ナチョス。、ネコニスズ、ポテトカレッジ、らくちんペクチン |        |
| 7/19   | 千原ジュニア 佐野勇斗                    | 岡野陽一、ザ・パンチ、ネルソンズ、はいチーズ（わらふぢなるお×上田航平×ラランド） | ＜超えてけ！30秒トークリレー！＞ 岡野陽一、パンチ浜崎（ザ・パンチ）、和田まんじゅう（ネルソンズ）、ニシダ（ラランド） |        |
| 7/26   | バカリズム 浜辺美波                      | 家族チャーハン、ジャングルポケット、ヤーレンズ | ＜チャレンジパレード＞ お見送り芸人しんいち、キンタロー。、しずる、わらふぢなるお |        |
| 8/2    | 千原ジュニア 出口夏希 ラウール(Snow Man) | GAG、ダウ90000、ちゃんぴおんず、ななまがり | ＜ニュースターパレードSP＞ ゲラゲラ星人、牛ペペ、破壊ありがとう |        |
| 8/9    | 天野ひろゆき 深川麻衣                    | エルフ、かが屋、家族チャーハン、レインボー | ＜ニュースターパレードSP＞ DOG FOOD PARTY、ネコニスズ、ボートヨットカヌー |        |
| 8/16   | バカリズム 小池栄子                      | | ＜チャレンジパレードSP＞ サスペンダーズ、すゑひろがりず、土佐兄弟、トム・ブラウン、もう中学生×村田秀亮（とろサーモン）、モシモシ |        |
| 8/23   |                                          | | ＜真夏のカミングアウト歌謡祭＞ インポッシブル、かが屋、コロコロチキチキペッパーズ、チャンス大城、ちゃんぴおんず、東京ホテイソン、レイザーラモンRG |        |
| 8/30   | バカリズム 滝沢カレン                    | | ＜新ニュースターパレードチャンピオン大会＞ 牛ぺぺ、ゲラゲラ星人、DOG FOOD PARTY、ナチョス。、ネコニスズ、破壊ありがとう、ボートヨットカヌー |        |
| 9/6    | 岡田圭右 黒島結菜                        | 家族チャーハン、金の国、真空ジェシカ、宮下草薙、や団、レインボー | |        |
| 9/13   | 千原ジュニア 岡崎紗絵                    | アルコ&ピース、カゲヤマ、カラタチ、東京ホテイソン、モシモシ、四千頭身 | |        |
| 9/20   | 千原ジュニア バカリズム                  | | | 70分SP |

### 土曜18:30枠（関東ローカル時代）

#### 2024年
| 放送日 | 常連客       | アルバイト                  | 出演芸人                                                                            | 出演芸人                                                                     | 備考 |
| 放送日 | 常連客       | アルバイト                  | ネタ披露                                                                            | コーナー                                                                     | 備考 |
| ------ | ------------ | --------------------------- | ----------------------------------------------------------------------------------- | ---------------------------------------------------------------------------- | ---- |
| 10/19  | バカリズム   | 佐藤ミケーラ倭子            | 銀シャリ、東京ホテイソン、ハナコ、パンクブーブー                                    | ＜私の地元のテッパン飯＞ 銀シャリ、東京ホテイソン、ハナコ、パンクブーブー    |      |
| 10/26  | 千原ジュニア | 鎮西寿々歌（FRUITS ZIPPER） | ガクテンソク、テツandトモ、トータルテンボス                                         | ＜私の地元のテッパン飯＞ ガクテンソク、テツandトモ、トータルテンボス、ぺこぱ |      |
| 11/2   |              | 蓼沼優衣                    |                                                                                     | ＜御礼漫才～お世話になった人に贈る漫才～＞ タイムマシーン3号                 |      |
| 11/9   | バカリズム   | 佐藤ミケーラ倭子            |                                                                                     | ＜凱旋漫才～お世話になった人に贈る漫才～＞ トム・ブラウン                    |      |
| 11/16  | バカリズム   | 佐藤ミケーラ倭子            | アインシュタイン、インディアンス、篠宮暁（オジンオズボーン）、ぺこぱ、ヤーレンズ    |                                                                              |      |
| 11/23  |              | 蓼沼優衣                    | ナイツ                                                                              | ＜ナイツのテッパン〇〇＞ ナイツ                                              |      |
| 11/30  |              | 蓼沼優衣                    | ザ・パンチ、三四郎、マシンガンズ                                                    | ＜私の地元のテッパン飯＞ ザ・パンチ、三四郎、マシンガンズ                    |      |
| 12/7   |              | 蓼沼優衣                    | ウエスP、クールポコ。、シューマッハ、すゑひろがりず、ビッグスモールン、ゆんぼだんぷ |                                                                              |      |
| 12/14  |              | 佐藤ミケーラ倭子            | アルコ&ピース、さや香、ネルソンズ                                                   | ＜私の地元のテッパン飯＞ アルコ&ピース、さや香、ネルソンズ                   |      |
| 12/21  |              | 蓼沼優衣                    | ラブレターズ                                                                        |                                                                              |      |

#### 2025年
| 放送日 | 常連客                           | アルバイト                | 出演芸人                                                                              | 出演芸人 | 備考 |
| 放送日 | 常連客                           | アルバイト                | ネタ披露                                                                              | コーナー | 備考 |
| ------ | -------------------------------- | ------------------------- | ------------------------------------------------------------------------------------- | --- | ---- |
| 1/1    | 千原ジュニア バカリズム          | 佐藤ミケーラ倭子 蓼沼優衣 |                                                                                       | ＜NEW YEARグランプリ＞ あぁ～しらき､カゲヤマ､家族チャーハン 金の国､サスペンダーズ､ショウガールズ 雀カンタービレ､ダウ90000､ちゃんぴおんず 土佐兄弟､破壊ありがとう､ボブのコーラ モシモシ､や団､隣人 ＜私の地元テッパン飯SP＞ 岡野陽一､サンシャイン池崎 平子祐希（アルコ&ピース） FUJIWARA､ヤーレンズ 吉村崇（平成ノブシコブシ） |      |
| 1/11   | 千原ジュニア バカリズム          | 佐藤ミケーラ倭子 蓼沼優衣 | ヤーレンズ                                                                            | ＜私の地元のテッパン飯完全版＞ |      |
| 1/18   | 千原ジュニア バカリズム          | 佐藤ミケーラ倭子 蓼沼優衣 | アルコ&ピース                                                                         | ＜私の地元のテッパン飯完全版＞ |      |
| 1/25   | 千原ジュニア バカリズム          | 佐藤ミケーラ倭子 蓼沼優衣 | 岡野陽一                                                                              | ＜私の地元のテッパン飯完全版＞ |      |
| 2/1    | バカリズム                       | 佐藤和奏                  |                                                                                       | ＜凱旋漫才～お世話になった人に贈る漫才～＞ 東京ホテイソン |      |
| 2/8    | 千原ジュニア                     | 田中美久                  |                                                                                       | ＜都道府県漫才＞ ウエストランド、シシガシラ、流れ星☆、ハンジロウ |      |
| 2/15   |                                  | 佐藤和奏                  | ロッチ                                                                                | |      |
| 2/22   | 千原ジュニア                     | 田中美久                  | 大谷健太、清川雄司、ゴンゾー、ねづっち、5GAP、マギー審司                              | |      |
| 3/1    | バカリズム                       | 佐藤和奏                  | タイムマシーン3号                                                                     | ＜私の地元のテッパン飯＞ インポッシブル |      |
| 3/15   |                                  | 田中美久                  | ハナコ                                                                                | |      |
| 3/22   | 千原ジュニア 陣内智則 バカリズム |                           | テツandトモ、ナイツ                                                                   | ＜1分で笑えるネタ17連発＞ ビックスモールン、マギー審司、ねづっち、ゆんぼだんぷ ウエスP、クールポコ。、オジンオズボーン篠宮、5GAP 岡野陽一、アインシュタイン、すゑひろがりず、銀シャリ 東京ホテイソン、ヤーレンズ、ガクテンソク、ちゃんぴおんず、マシンガンズ                                                                 |      |
| 4/5    | バカリズム                       | 田中美久                  | U字工事                                                                               | ＜私の地元のテッパン飯＞ U字工事 |      |
| 4/12   | 千原ジュニア                     | 佐藤和奏                  |                                                                                       | ＜凱旋漫才～地元でライブ!何人集まる?～＞ ちゃんぴおんず |      |
| 4/19   |                                  | 田中美久                  | キンタロー。                                                                          | |      |
| 4/26   |                                  | 佐藤和奏                  |                                                                                       | ＜私の地元のテッパン飯＞ なすなかにし |      |
| 5/3    | バカリズム                       | 柚来しいな                | サンシャイン池崎、どぶろっく、友田オレ、フースーヤ、もう中学生                        | |      |
| 5/10   | バカリズム                       | 佐藤和奏                  | あぁ〜しらき、AMEMIYA、くまだまさし、TOKYO COOL、ハリウッドザコシショウ、ふかわりょう | |      |
| 5/17   | 千原ジュニア                     | 山本杏（PureGi）          | マギー司郎、マギー審司                                                                | |      |
| 5/24   | 千原ジュニア                     | 田中美久                  | おいでやす小田、お見送り芸人しんいち、ハナコ、ハリウッドザコシショウ、や団、四千頭身  | |      |
| 5/31   |                                  | 佐藤和奏                  | ハリセンボン                                                                          | ＜私の地元のテッパン飯＞ ハリセンボン |      |
| 6/7    |                                  | 柚来しいな                | トレンディエンジェル                                                                  | |      |
| 6/14   | バカリズム                       | 山本杏（PureGi）          | モグライダー                                                                          | ＜私の地元のテッパン飯＞ モグライダー |      |
| 6/21   |                                  | 佐藤和奏                  | ぺこぱ                                                                                | ＜私の地元のテッパン飯＞ ぺこぱ |      |
| 6/28   |                                  | 柚来しいな                | ガレッジセール                                                                        | |      |
| 7/5    |                                  | 山本杏（PureGi）          | キャイ〜ン                                                                            | |      |
| 7/12   | 千原ジュニア                     | 田中美久                  | コットン、ジェラードン、スパイク、ダウ90000、ラブレターズ                             | |      |
| 7/19   | バカリズム                       | 佐藤和奏                  | ザ・ぼんち、ちゃんぴおんず、トム・ブラウン、マシンガンズ                              | |      |
| 7/26   | 千原ジュニア                     | 山本杏（PureGi）          | 海原はるか・かなた、嘉門タツオ、ザ・ぼんち、島田珠代、TIM                             | |      |
| 8/2    | バカリズム                       | 佐藤和奏                  | 清水ミチコ                                                                            | |      |
| 8/9    | 千原ジュニア                     | 田中美久                  | ラランド                                                                              | |      |
| 8/16   | 千原ジュニア                     | 田中美久                  |                                                                                       | ＜南原軍を攻略せよ!勝ち抜きショートコントバトル＞ ゼロカラン、ツートライブ、TCクラクション、東京ホテイソン、TOKYO COOL、流れ星☆、フルーツポンチ、ママタルト、ラパルフェ、ラブレターズ |      |

## 番組公式Tiktokで問題となった動画
番組のTikTokでは流行しているダンスを芸人が踊る動画をアップしている。その中で2025年3月3日に公式TikTokに掲載された動画では、お笑いコンビ・インポッシブルが男性同性愛者向けのセクシービデオに出演していた野獣先輩にまつわるネットミームを題材とした生成AIで作られた楽曲に合わせて踊る動画がアップされた。結果として物議を醸し、4日までに該当の動画は削除された。フジテレビは女性自身の取材に対し「当該動画に関して様々なご意見を頂戴し、総合的に判断して動画を取り下げた」とコメントしている。

## ネット局

### 土曜時代
| 放送対象地域   | 放送局                    | 系列           | 放送期間                | 放送日時                     | ネット状況 |
| -------------- | ------------------------- | -------------- | ----------------------- | ---------------------------- | ---------- |
| 関東広域圏     | フジテレビ（CX）          | フジテレビ系列 | 2024年10月19日 -        | 土曜 18:30 - 19:00           | 制作局     |
| 秋田県         | 秋田テレビ（AKT）         | フジテレビ系列 | 2024年10月19日 -        | 土曜 18:30 - 19:00           | 同時ネット |
| 石川県         | 石川テレビ（ITC）         | フジテレビ系列 | 2024年10月19日 -        | 土曜 18:30 - 19:00           | 同時ネット |
| 島根県・鳥取県 | さんいん中央テレビ（TSK） | フジテレビ系列 | 2024年10月19日 -        | 土曜 18:30 - 19:00           | 同時ネット |
| 佐賀県         | サガテレビ（STS）         | フジテレビ系列 | 2024年10月19日 -        | 土曜 18:30 - 19:00           | 同時ネット |
| 熊本県         | テレビ熊本（TKU）         | フジテレビ系列 | 2024年10月19日 -        | 土曜 18:30 - 19:00           | 同時ネット |
| 長崎県         | テレビ長崎（KTN）         | フジテレビ系列 | 2024年10月26日 -        | 土曜 1:00 - 1:33（金曜深夜） | 遅れネット |
| 静岡県         | テレビ静岡（SUT）         | フジテレビ系列 | 2024年11月1日 -         | 金曜 0:25 - 0:55（木曜深夜） | 遅れネット |
| 愛媛県         | テレビ愛媛（EBC）         | フジテレビ系列 | 2024年11月1日 -         | 金曜 0:35 - 1:05（木曜深夜） | 遅れネット |
| 広島県         | テレビ新広島（TSS）       | フジテレビ系列 | 2024年11月4日 -         | 月曜 1:20 - 1:50（日曜深夜） | 遅れネット |
| 福島県         | 福島テレビ（FTV）         | フジテレビ系列 | 2024年11月6日 -         | 水曜 0:55 - 1:25（火曜深夜） | 遅れネット |
| 岩手県         | 岩手めんこいテレビ（mit） | フジテレビ系列 | 2024年11月9日 -         | 水曜 0:45 - 1:15（火曜深夜） | 遅れネット |
| 鹿児島県       | 鹿児島テレビ（KTS）       | フジテレビ系列 | 2024年11月12日 -        | 火曜 0:30 - 1:00（月曜深夜） | 遅れネット |
| 長野県         | 長野放送（NBS）           | フジテレビ系列 | 2024年11月25日 -        | 月曜 0:30 - 1:00（日曜深夜） | 遅れネット |
| 福岡県         | テレビ西日本（TNC）       | フジテレビ系列 | 2024年11月29日 -        | 金曜 0:25 - 0:55（木曜深夜） | 遅れネット |
| 山形県         | さくらんぼテレビ（SAY）   | フジテレビ系列 | 2025年1月18日 -（予定） | 土曜 18:30 - 19:00           | 遅れネット |

### 金曜時代
| 放送対象地域   | 放送局                    | 系列                                         | 放送期間                                              | 放送日時                               | ネット状況 |        |
| -------------- | ------------------------- | -------------------------------------------- | ----------------------------------------------------- | -------------------------------------- | ---------- | ------ |
| 関東広域圏     | フジテレビ（CX）          | フジテレビ系列                               | 2017年4月14日 - 9月29日 2017年10月6日 - 2024年9月20日 | 金曜 23:30 - 23:58 金曜 23:40 - 翌0:10 | 制作局     | 制作局 |
| 北海道         | 北海道文化放送（uhb）     | フジテレビ系列                               | 2017年4月14日 - 9月29日 2017年10月6日 - 2024年9月20日 | 金曜 23:30 - 23:58 金曜 23:40 - 翌0:10 | 同時ネット |        |
| 岩手県         | 岩手めんこいテレビ（mit） | フジテレビ系列                               | 2017年4月14日 - 9月29日 2017年10月6日 - 2024年9月20日 | 金曜 23:30 - 23:58 金曜 23:40 - 翌0:10 | 同時ネット |        |
| 宮城県         | 仙台放送（OX）            | フジテレビ系列                               | 2017年4月14日 - 9月29日 2017年10月6日 - 2024年9月20日 | 金曜 23:30 - 23:58 金曜 23:40 - 翌0:10 | 同時ネット |        |
| 秋田県         | 秋田テレビ（AKT）         | フジテレビ系列                               | 2017年4月14日 - 9月29日 2017年10月6日 - 2024年9月20日 | 金曜 23:30 - 23:58 金曜 23:40 - 翌0:10 | 同時ネット |        |
| 山形県         | さくらんぼテレビ（SAY）   | フジテレビ系列                               | 2017年4月14日 - 9月29日 2017年10月6日 - 2024年9月20日 | 金曜 23:30 - 23:58 金曜 23:40 - 翌0:10 | 同時ネット |        |
| 福島県         | 福島テレビ（FTV）         | フジテレビ系列                               | 2017年4月14日 - 9月29日 2017年10月6日 - 2024年9月20日 | 金曜 23:30 - 23:58 金曜 23:40 - 翌0:10 | 同時ネット |        |
| 新潟県         | NST新潟総合テレビ（NST）  | フジテレビ系列                               | 2017年4月14日 - 9月29日 2017年10月6日 - 2024年9月20日 | 金曜 23:30 - 23:58 金曜 23:40 - 翌0:10 | 同時ネット |        |
| 長野県         | 長野放送（NBS）           | フジテレビ系列                               | 2017年4月14日 - 9月29日 2017年10月6日 - 2024年9月20日 | 金曜 23:30 - 23:58 金曜 23:40 - 翌0:10 | 同時ネット |        |
| 静岡県         | テレビ静岡（SUT）         | フジテレビ系列                               | 2017年4月14日 - 9月29日 2017年10月6日 - 2024年9月20日 | 金曜 23:30 - 23:58 金曜 23:40 - 翌0:10 | 同時ネット |        |
| 富山県         | 富山テレビ（BBT）         | フジテレビ系列                               | 2017年4月14日 - 9月29日 2017年10月6日 - 2024年9月20日 | 金曜 23:30 - 23:58 金曜 23:40 - 翌0:10 | 同時ネット |        |
| 石川県         | 石川テレビ（ITC）         | フジテレビ系列                               | 2017年4月14日 - 9月29日 2017年10月6日 - 2024年9月20日 | 金曜 23:30 - 23:58 金曜 23:40 - 翌0:10 | 同時ネット |        |
| 福井県         | 福井テレビ（FTB）         | フジテレビ系列                               | 2017年4月14日 - 9月29日 2017年10月6日 - 2024年9月20日 | 金曜 23:30 - 23:58 金曜 23:40 - 翌0:10 | 同時ネット |        |
| 中京広域圏     | 東海テレビ（THK）         | フジテレビ系列                               | 2017年4月14日 - 9月29日 2017年10月6日 - 2024年9月20日 | 金曜 23:30 - 23:58 金曜 23:40 - 翌0:10 | 同時ネット |        |
| 近畿広域圏     | 関西テレビ（KTV）         | フジテレビ系列                               | 2017年4月14日 - 9月29日 2017年10月6日 - 2024年9月20日 | 金曜 23:30 - 23:58 金曜 23:40 - 翌0:10 | 同時ネット |        |
| 島根県・鳥取県 | さんいん中央テレビ（TSK） | フジテレビ系列                               | 2017年4月14日 - 9月29日 2017年10月6日 - 2024年9月20日 | 金曜 23:30 - 23:58 金曜 23:40 - 翌0:10 | 同時ネット |        |
| 岡山県・香川県 | 岡山放送（OHK）           | フジテレビ系列                               | 2017年4月14日 - 9月29日 2017年10月6日 - 2024年9月20日 | 金曜 23:30 - 23:58 金曜 23:40 - 翌0:10 | 同時ネット |        |
| 広島県         | テレビ新広島（tss）       | フジテレビ系列                               | 2017年4月14日 - 9月29日 2017年10月6日 - 2024年9月20日 | 金曜 23:30 - 23:58 金曜 23:40 - 翌0:10 | 同時ネット |        |
| 愛媛県         | テレビ愛媛（EBC）         | フジテレビ系列                               | 2017年4月14日 - 9月29日 2017年10月6日 - 2024年9月20日 | 金曜 23:30 - 23:58 金曜 23:40 - 翌0:10 | 同時ネット |        |
| 高知県         | 高知さんさんテレビ（KSS） | フジテレビ系列                               | 2017年4月14日 - 9月29日 2017年10月6日 - 2024年9月20日 | 金曜 23:30 - 23:58 金曜 23:40 - 翌0:10 | 同時ネット |        |
| 福岡県         | テレビ西日本（TNC）       | フジテレビ系列                               | 2017年4月14日 - 9月29日 2017年10月6日 - 2024年9月20日 | 金曜 23:30 - 23:58 金曜 23:40 - 翌0:10 | 同時ネット |        |
| 佐賀県         | サガテレビ（STS）         | フジテレビ系列                               | 2017年4月14日 - 9月29日 2017年10月6日 - 2024年9月20日 | 金曜 23:30 - 23:58 金曜 23:40 - 翌0:10 | 同時ネット |        |
| 長崎県         | テレビ長崎（KTN）         | フジテレビ系列                               | 2017年4月14日 - 9月29日 2017年10月6日 - 2024年9月20日 | 金曜 23:30 - 23:58 金曜 23:40 - 翌0:10 | 同時ネット |        |
| 熊本県         | テレビくまもと（TKU）     | フジテレビ系列                               | 2017年4月14日 - 9月29日 2017年10月6日 - 2024年9月20日 | 金曜 23:30 - 23:58 金曜 23:40 - 翌0:10 | 同時ネット |        |
| 鹿児島県       | 鹿児島テレビ（KTS）       | フジテレビ系列                               | 2017年4月14日 - 9月29日 2017年10月6日 - 2024年9月20日 | 金曜 23:30 - 23:58 金曜 23:40 - 翌0:10 | 同時ネット |        |
| 沖縄県         | 沖縄テレビ（OTV）         | フジテレビ系列                               | 2017年4月14日 - 9月29日 2017年10月6日 - 2024年9月20日 | 金曜 23:30 - 23:58 金曜 23:40 - 翌0:10 | 同時ネット |        |
| 山梨県         | 山梨放送（YBS）           | 日本テレビ系列                               | 不明                                                  | 木曜 0:54 - 1:24（水曜深夜）           | 遅れネット |        |
| 宮崎県         | テレビ宮崎（UMK）         | フジテレビ系列 日本テレビ系列 テレビ朝日系列 | 不明                                                  | 土曜 16:30 - 17:00                     | 遅れネット |        |
| 大分県         | テレビ大分（TOS）         | 日本テレビ系列 フジテレビ系列                | 不明                                                  | 不定期放送                             | 遅れネット |        |

### 過去のネット局
- 青森朝日放送（ABA・テレビ朝日系列） - 日曜 0:30 - 1:00（土曜深夜）に放送されていたが、2023年3月打ち切り。
- テレビ山口（tys・TBS系列） - 2023年3月一時打ち切られるも、2025年4月から放送再開。

## スタッフ
- 構成：大井洋一、坂本龍二、清水シュンゴ（全員→2024年10月19日 -）
- TP：長田崇（フジテレビ、2025年8月16日 -）
- TD：高瀬義美（以前はTP）
- SW：上田軌行（以前はCAM）
- CAM：新美高志
- VE：石井利幸、宮本学【週替り】
- 音声：浮所哲也
- 照明：根本進
- 美術制作：双川正文（フジテレビ/フジアール、以前は美術プロデュース）
- デザイン：鈴木賢太（フジテレビ/フジアール、以前はデザイン監修）
- アートコーディネーター：西嶋友里（フジアール、以前は美術進行）
- 大道具：裏隠居徹、鎌田大祐
- アクリル装飾：伊藤幸枝
- 装飾：百瀬貴弥
- 植木装飾︰後藤健
- ファイバーワーク：北川豊子
- マルチ：大高貢、西脇正則
- 衣装：岡田夏海
- 持道具：照井愛実
- メイク：櫻井菜々子
- 編集：吉川豪/渡邊茂樹
- CGデザイン：木本禎子、武井裕介（武井→2024年10月19日 -）
- 3DVFX：山田健介
- MA：小林由愛子
- 音響効果：松長芳樹(デジタルサーカス→factory)、小堀一(OKK)
- 技術協力：ニューテレス、fmt、東京オフラインセンター、JAPAN MEDIA CREATE、factory、リトルステップ、ジーリンクスタジオ
- 編成：柴田尚輝（フジテレビ）
- 広報：鈴木文太郎（フジテレビ）
- デスク：苅宿明日美
- TK：色摩涼
- OPイラスト制作：Kenji Iwasaki（2024年10月19日 -）
- AP：藤田朱里
- 制作進行：栗原千佳（以前は2024年2月頃 - 3月頃までAD）
- FD︰糟谷孟（2024年10月19日 - 、以前はAD→一時離脱）
- AD(2024年2月 -)︰栗田美優、志田朱里、小川莉央、中川美優、貝澤優生、豊川堅ノ介、船戸海惇（小川・豊川・船戸以外全員→2024年2月頃 -、豊川→2024年4月頃 - 、小川・船戸→2024年10月19日 -）
- ディレクター：金井克仁（イースト、一時離脱→復帰）、梅澤慶光（フジテレビ）、大江悠司、池田梨乃（池田→以前はFD→一時離脱）
- 演出：久保田集（イースト）、岡田純一（オイコーポレーション）
- 総合演出：登内翼斗（フジテレビ、2024年10月19日 - 、以前は演出）
- プロデューサー：朝妻一・岩城光（フジテレビ、朝妻→一時離脱►復帰、岩城→2025年8月2日 -）、鈴木康祝（イースト）
- チーフプロデューサー：情野誠人（フジテレビ、2020年10月9日 -、以前はプロデューサー）
- 制作協力：イースト[注 4]
- 制作：フジテレビスタジオ戦略本部第三スタジオ（旧制作局第二制作センター→編成局制作センター第二制作室→編成制作局制作センター第二制作室→編成制作局バラエティ制作センター→編成総局バラエティ制作局）
- 制作著作：フジテレビ

過去のスタッフ
- 制作統括：濱野貴敏（フジテレビ、2018年6月22日 - 2020年9月、以前はチーフプロデューサー）
- 演出監修・プロデューサー：木月洋介（フジテレビ、2020年10月9日 - 2022年7月、以前は総合演出→総合演出・プロデュース→2018年6月22日 - 2020年9月まではチーフプロデューサー）
- 構成：今関ちなつ、くらなり、今村クヒト、山内正之、安斎友朗、宮森かわら
- TP：高瀬和彦（フジテレビ、2022年4月15日 - 2025年7月）
- SW：宮本直也
- VE：山下悠介
- 美術プロデュース：佐々木順子（フジテレビ）、副島翔太郎（フジテレビ/フジアール）
- デザイン：武田紗代子（フジテレビ）
- 大道具：松本達也、三田村義広
- アクリル装飾：相沢加奈、斉藤祐介
- 電飾・特殊装置：後藤佑介、三井ゆき乃
- ファイバーワーク：西村怜子
- 衣装：木村美姫
- 持道具：若林瑞帆、張替優奈
- CG制作︰松下剛士（2024年4月頃 - 9月）
- メイク︰水落万里子
- MA︰市本将也
- 技術協力：IMAGICA
- 美術協力：フジアール
- デスク：小林琴美（フジテレビ）、弦牧知子（イースト・ファクトリー）、山崎可南、武田志麻、筒井さより、島川琴羽
- 編成：藤井修・浅野翔太郎（フジテレビ）
- 広報：山本麻祐子・高木秀幸・木場晴香・藏内彩季子・中島久美子（フジテレビ）
- TK：松下絵里
- キャラクターデザイン：小山健（2020年5月頃 - 2024年9月）
- 制作プロデューサー：黒柳法子（フジテレビ、以前はAP）、阿見たか子（イースト・ファクトリー）、今尾千里、貞本有紀（ザ・スピングラス、2021年5月頃 - 2024年9月）、梅原萌・川島侑芽乃（イースト、梅原→以前はディレクター、川島→以前はAP）
- AP：小柳麻希子（イースト・ファクトリー）
- PRディレクター：佐藤詳悟、石川博章
- 制作進行：片桐なみき（2020年5月頃 -）、星野梨奈
- FD：林夏姫、竹内允人、田中雄希、吉田雅人（田中→一時離脱►復帰、吉田→2024年4月頃 -）
- AD︰河内晴菜、久木田彩音、近堂留美菜、渡辺拓未、岡田明日香、熊木友也（岡田・熊木以外全員→2024年2月頃 - 、岡田・熊木→2024年4月頃 - 9月）
- ディレクター：角山僚祐・原田愛花・葉山浩樹・植松裕介・佐々木崇人・温井精一・谷村政樹・石川隼・岡本卓真（フジテレビ）、斉田泰伸・窪田俊彦（イースト・ファクトリー、窪田→以前はFD）、嘉元規人（アズバーズ）、大貫隼人、堀正義（ABCリブラ）、富本純平、髙﨑壮（エスエスシステム、以前はFD、一時離脱►復帰）、後藤孝道
- 演出：山田賢太郎・北山拓（フジテレビ）
- プロデューサー：高瀬敦也（当時フジテレビ）、速水大介・竹岡直弘・西村宗範・谷口大二・寺田裕・上原拓真・片岡新己留・佐久間茂（フジテレビ、谷口→2022年4月22日 -、寺田→2023年4月21日-7月、以前はディレクター→一時離脱、上原→2023年8月25日 -、片岡→2024年10月19日-2025年6月、佐久間→一時離脱►復帰）、田岸宏一（クロスエイト）
- ゼネラルプロデューサー：戸渡和孝・赤池洋文（フジテレビ、戸渡→2018年6月22日 -、赤池→2021年7月30日 -、以前は編成）